# La Défense
Pour la station de métro et la gare ferroviaire, voir La Défense (métro de Paris) et Gare de la Défense.
La Défense est un quartier d'affaires situé dans la métropole du Grand Paris en Île-de-France, deuxième quartier d'affaires le plus attractif en Europe, après la Cité de Londres, et 4e dans le monde. Le quartier abrite notamment les sièges de nombreuses entreprises françaises et étrangères ainsi que l'autorité bancaire européenne. Il est situé en banlieue nord-ouest de Paris, dans le département des Hauts-de-Seine, sur les territoires des communes de Puteaux, Courbevoie, Nanterre et La Garenne-Colombes, à l'extrémité occidentale de l'axe historique qui commence au palais du Louvre et se poursuit par l'avenue des Champs-Élysées, l'arc de triomphe de l'Étoile et au-delà jusqu'au pont de Neuilly et l'Arche de la Défense.
Érigée depuis les années 1960, la Défense est majoritairement constituée d'immeubles de grande hauteur, regroupant principalement des bureaux (environ trois millions de mètres carrés). La Défense est cependant un quartier mixte : elle accueille 600 000 m2 de logements et l'ouverture du centre commercial Les Quatre Temps en 1981 en a fait un pôle commercial majeur en Île-de-France. En 2025, le quartier compte 2 800 entreprises, environ 200 000 salariés, 70 000 étudiants et 50 000 habitants répartis notamment dans 61 immeubles de grande hauteur (IGH). Il abrite notamment les sièges de grandes multinationales françaises et étrangères.
Le quartier s'étire à l'intérieur et à l'extérieur d'un boulevard circulaire à sens unique. Il s'étend sur 160 hectares et a été divisé en 2011 en quatre grands secteurs (Arche Nord, Arche Sud, Esplanade Nord et Esplanade Sud) qui remplacent les douze anciens secteurs numérotés. Le quartier s'étend sur une vaste dalle piétonne de 31 hectares surélevée par rapport au sol naturel. L'espace public de la dalle, essentiellement minéral, est également composé de jardins suspendus et de bassins. Sur la dalle, une soixantaine d'œuvres d'art font de La Défense un musée en plein air.
La Défense n'est pas un centre d'affaires isolé, mais se situe dans une vaste zone de l'ouest parisien où l'activité tertiaire est particulièrement puissante.
L'aménagement du quartier de la Défense a été confié par l'État en 1958 à l'établissement public pour l'aménagement de la région de la Défense (EPAD), dont le périmètre d'intervention a été réduit en 2000, puis élargi en 2010, devenant l'Établissement public d'aménagement de la Défense Seine Arche (EPADESA) afin de mettre en œuvre un projet cohérent « de la Seine à la Seine », sur l'un des territoires majeurs du Grand Paris. Le périmètre d'action de cette entité créée en 2010 dépasse largement le boulevard circulaire de la Défense et s'étend désormais sur les communes de Puteaux, Courbevoie, Nanterre et La Garenne-Colombes. Le territoire est classé « opération d'intérêt national », ce qui met les autorisations d'urbanisme sous la responsabilité de l'État et non des maires. Depuis 2009, le quartier d'affaires est géré par Defacto qui entretient les espaces publics et qui assure la promotion et l'animation de La Défense (mission conduite jusqu'alors par l'EPAD).
En mai 2016, la constitution au 1er janvier suivant d'un nouvel établissement public local destiné à remplacer l'EPADESA et Defacto est annoncée par Matignon, transférant vers les collectivités locales le pilotage et le financement de la gestion et de l'aménagement de la zone. La mise en œuvre de cette fusion et de la dévolution de la gestion au bénéfice des collectivités prend toutefois du retard, imputé, selon la directrice générale de Defacto, au blocage du ministère des Finances.
La création de l'Établissement public Paris La Défense a lieu au 1er janvier 2018. Georges Siffredi est le président du conseil d'administration de l'établissement public depuis le 5 juin 2020.

## Origine du nom

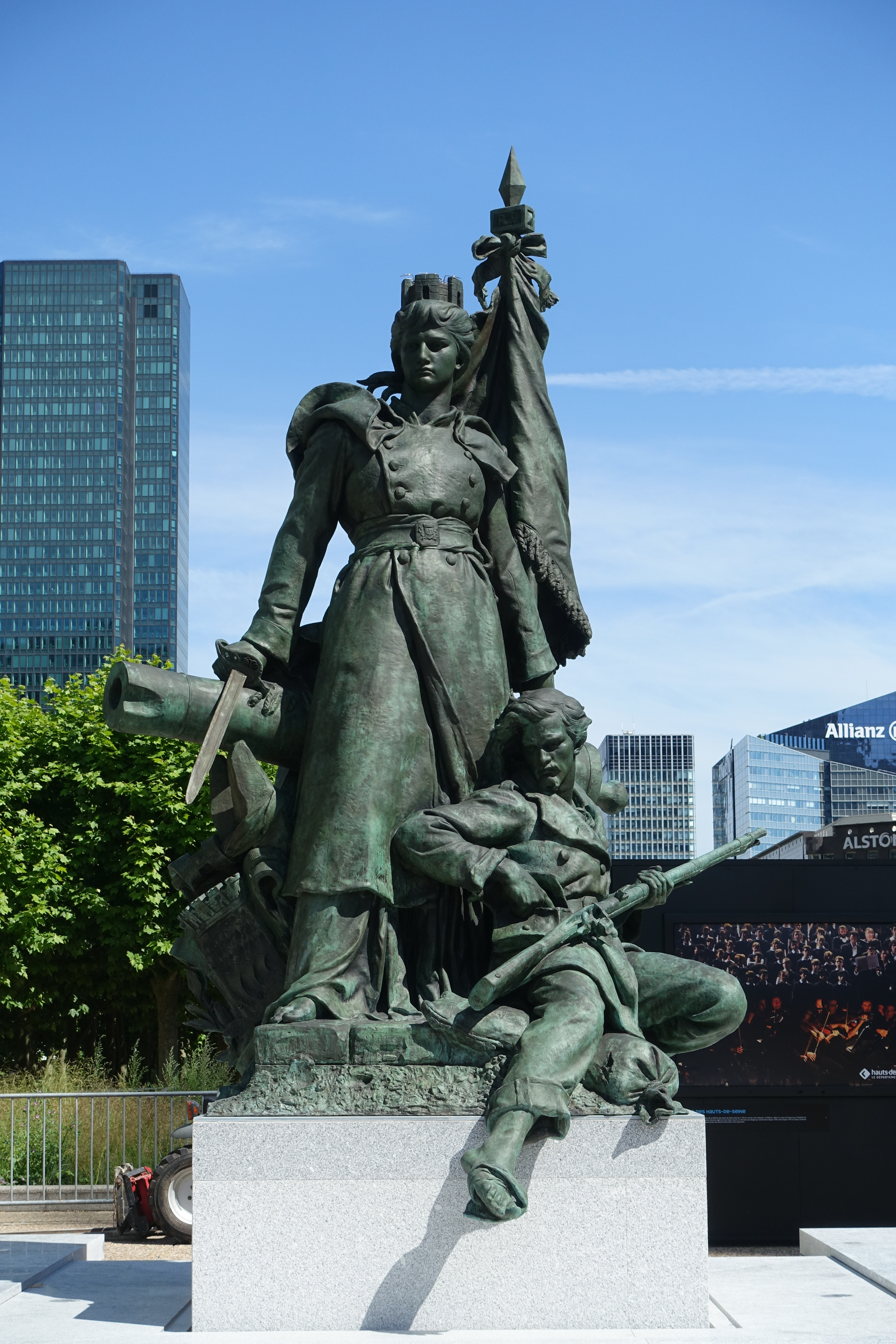
Le groupe sculpté La Défense de Paris
a donné son nom au quartier.

Le nom du quartier provient du groupe sculpté en bronze de Louis-Ernest Barrias nommé La Défense de Paris. Inauguré en 1883 au rond-point de Courbevoie, il rend hommage aux soldats qui ont défendu Paris durant la guerre franco-allemande de 1870. Remisé en 1964, il est installé sur un piédestal en 1983, devant l'actuelle Fontaine d'Agam, à une cinquantaine de mètres de son emplacement initial. En 2017, il est transféré sur le parvis, où il rejoint presque sa place d'origine, puis en 2022 sur l'esplanade sur la place de la Fontaine d'Agam.
En 1928, l'administration des PTT juge l'appellation « DÉFense » suffisamment représentative de Courbevoie pour en devenir l'indicatif téléphonique. Ce préfixe subsistera jusqu'en octobre 1963, avant d'être remplacé par sa combinaison chiffrée « 333 ». Aujourd'hui encore, beaucoup de commerces courbevoisiens conservent un numéro d'appel commençant par « 01 43 33 ».

## Historique

### Avant 1958
La présence humaine sur cette petite colline de l'ouest parisien est très ancienne car on y a trouvé des traces d'habitation des hommes préhistorique de type levalloisien qui sera traversée plus tard par l'ancienne voie romaine, la chaussée Jules César, qui reliait Lutèce à Rotomagus et où elle forme un coude.
C'est avec l'aménagement du jardin des Tuileries, en 1664, puis la naissance des Champs-Élysées en 1667 que l'axe historique commence à prendre forme.
En 1766, Jean-Rodolphe Perronet s'adonne à son tour au tracé de la voie dans la continuité des Champs-Élysées et dessine sur ses plans une perspective ou depuis la colline du Roule, (future place Charles-de-Gaulle), et les premières maisons de Neuilly, qui porte alors le nom de chemin du Cours, il la prolonge jusqu'à la colline de Chantecoq. À cet endroit, il dessine une place ronde sur le même modèle que la place de l'Étoile, qu'il nomme place de l'Étoile-de-Chantecoq sur laquelle il implante un obélisque de 40 mètres de haut.
Sur proposition de l'inspecteur des bâtiments du roi Ange Gabriel, la colline du Roule est écrêtée (de 5 mètres) « afin que le chemin fut d'une égale pente depuis la place Louis XV jusqu'au pont de Neuilly ». L'aplanissement fut effectué par Perronet de 1768 à 1774 qui employa tous les pauvres valides de Paris. La butte fut abaissée de 5 mètres et les terres enlevées furent employées à remblayer les Champs-Élysées et à former les pentes des actuelles rues Balzac et Washington et le pont de bois de Neuilly est reconstruit en pierre.
Ainsi est aménagée la future Nationale 13 jusqu'à la Seine.
Durant le Second Empire, il était envisagé de prolonger cette voie vers la plaine de Montesson et Saint-Germain. En 1863, la statue de Napoléon Ier installée sur la colonne Vendôme est déplacée sur la place de la Demi-Lune qui est à cette occasion rebaptisée rond-point de l'Empereur,,. Elle y restera jusqu'au siège de Paris en 1870, où elle sera déboulonnée et mise en sécurité.
Durant le siège de Paris de 1870-1871, le rond-point de Courbevoie est fortifié par la construction de la redoute de Courbevoie. Le lieu sera mis en défense, le 21 septembre 1870 par le 19e régiment de marche après l’apparition des Prussiens à la Malmaison. Le rond-point sera un point de passage obligatoire pour les troupes françaises lors de la préparation des batailles de Buzenval de 1870 puis de 1871.
Après la bataille de Courbevoie, le 2 avril 1871, durant la Commune de Paris, les troupes versaillaises, installèrent au rond-point de Courbevoie une batterie qui mitraillait le pont de Neuilly tenu par les fédérés.
En 1878, le Conseil général de la Seine organise un concours pour le choix d'une sculpture rendant hommage aux défenseurs de la capitale lors du siège de 1870-1871. Le 12 août 1883, la statue La Défense de Paris de Louis Ernest Barrias est inaugurée. Le rond-point de Courbevoie devient alors le rond-point de La Défense-de-Paris qui deviendra au fil du temps plus simplement le rond-point de La Défense.
Au début du XXe siècle, avec l'explosion de l'industrialisation, les prairies et les fermes disparaissent laissant la place à une multitude d'usines en tout genre : blanchisseries, maroquineries, aviation, automobile (usine De Dion-Bouton), métallurgie, textiles tandis que l'avenue de La Défense, qui relie le rond-point au pont de Neuilly se couvre de brasseries, guinguettes et ateliers d'artistes. La ligne no 9 de la Compagnie des tramways de Paris et du département de la Seine dessert le lieu.
En 1956, les architectes Robert Camelot, Jean de Mailly et Bernard Zehrfuss conçoivent le CNIT (Centre national des industries et des techniques) un bâtiment de forme triangulaire qui est construit sur l'emplacement de l'usine Zodiac à Courbevoie,,,.

La Défense
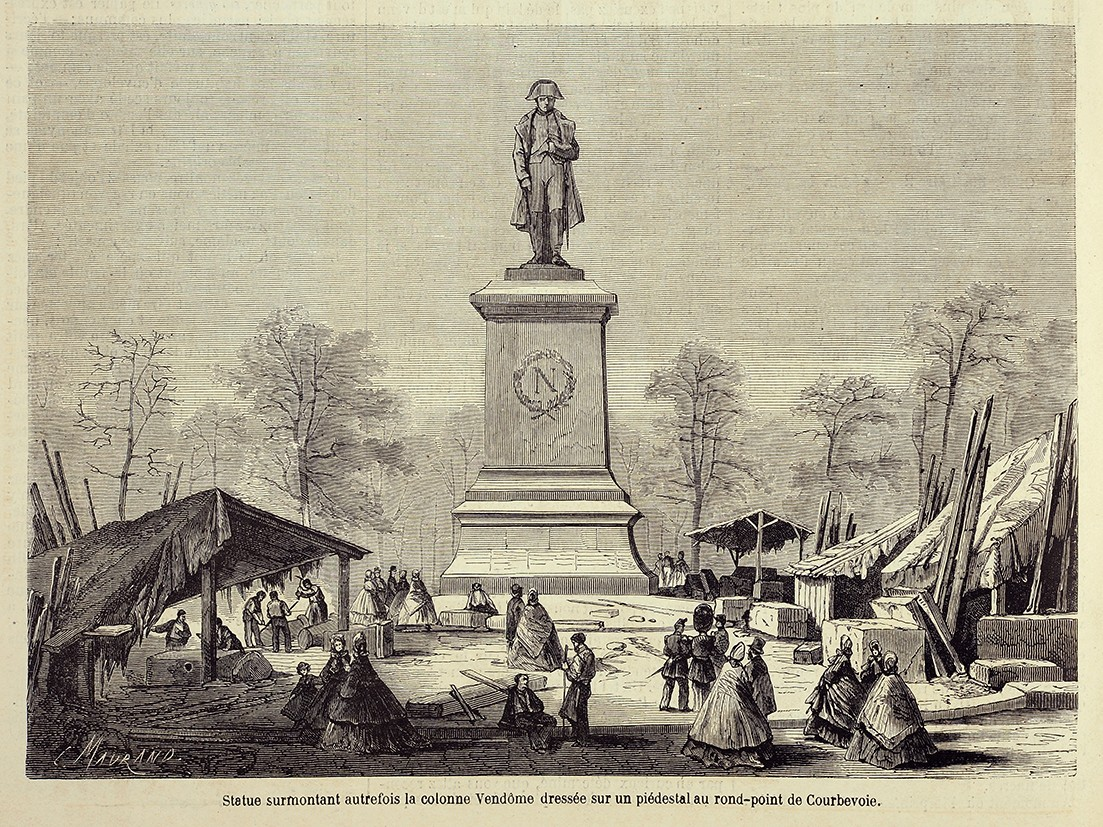
La statue de Napoléon Ier par Charles Émile Seurre au rond-point de Courbevoie.
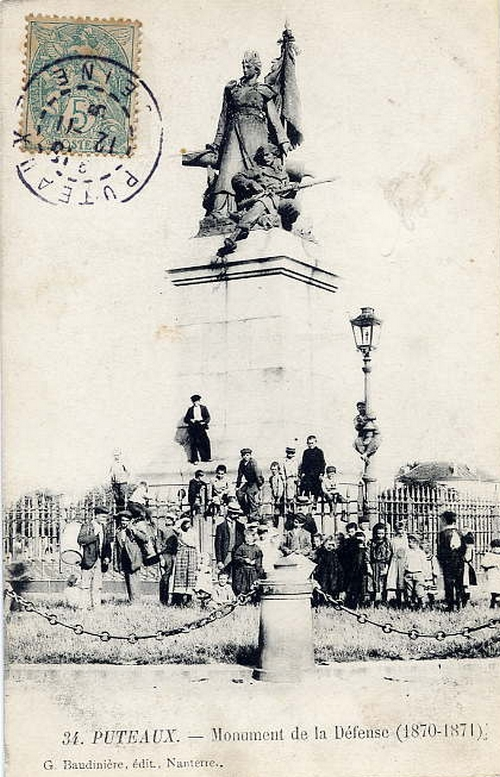
Puteaux : Monument de la Défense (1870-1871).

### De 1958 aux années 1970: la première phase du centre d'affaires
En septembre 1958, l'Établissement public pour l'aménagement de la Défense (EPAD) est créé par l'État pour construire, gérer et animer le quartier. La Défense commence à se dessiner.
En 1962, le directeur juridique de l'EPAD, Jean Cumenge, et le notaire Claude Thibierge ont inventé le système de la division en volumes pour pallier les insuffisances du régime de la copropriété pour les immeubles de grande hauteur. C'est dans ce cadre novateur qu'a pu se développer le nouveau quartier d'affaires.
Un premier plan d'aménagement est approuvé par l'État en 1964. Les premiers immeubles dont la tour Esso et la tour Nobel sont construits et viennent remplacer petit à petit les usines (liées à la mécanique et à l'automobile), les bidonvilles voisins et quelques fermes. Le Centre des Nouvelles Industries et Technologies (CNIT) dessiné par les architectes Robert Camelot, Jean de Mailly et Bernard Zehrfuss, prévu dès 1956 avant l'EPAD, est inauguré en 1958 par le général de Gaulle à l'occasion de l'exposition Les Floralies. Les tours obéissant à ce premier plan, dites de première génération, sont toutes d'un gabarit identique : une base de 42 mètres sur 24, limitées à une hauteur de 100 mètres et d'une surface de 30 000 m2. En 1966, la tour Nobel (architecte Jean de Mailly) est la deuxième tour à se dresser à la Défense.
Au début des années 1970, les tours de deuxième génération font leur apparition pour répondre à une forte demande. Le plan de 1964 est modifié pour augmenter la surface des immeubles. Des tours de plus de 100 000 m2 voient le jour comme la tour Fiat (aujourd'hui Areva), culminant à 184 m avec ses 44 étages. En 1970, la gare de la Défense est inaugurée et un projet de liaison par Aérotrain devant transporter 160 passagers à 200 km/h entre la Défense et la ville nouvelle de Cergy-Pontoise dans le Val-d'Oise est dévoilé. Ce projet sera finalement abandonné le 17 juillet 1974, et la ligne du RER A entre pleinement en service en 1977. À partir de 1973, la crise économique ralentit fortement le développement de ce quartier qui est au plus mal : pas un mètre carré de bureau ne se vend pendant quatre ans.

### Les années 1980 et 1990: reprise de l'expansion
Dès le début des années 1980, pour relancer la construction de La Défense, des tours de troisième génération sont érigées, sur un modèle plus économique : moins larges et moins hautes comme les tour Pascal, tour Voltaire et tout le quartier Michelet. Le plus grand centre commercial d'Europe de l'époque (100 000 m2), Les Quatre Temps, est créé en 1981. En 1982, l'EPAD, sous l'impulsion du président François Mitterrand, lance le concours « Tête Défense » qui conduira à la construction de la Grande Arche. Durant cette même période, des hôtels sont bâtis, le CNIT est remodelé (1989) et le prolongement de la ligne 1 du métro de Paris, inauguré le 1er avril 1992, rapproche davantage la Défense de Paris intra-muros.
À cette époque, Christian Pellerin, est un des principaux promoteurs du quartier de La Défense. Sacré « roi de la Défense » dans les années 1980, puis déchu à la suite de plusieurs condamnations.
En 1991 est prévue la construction de la tour sans fins de Jean Nouvel, second plus haut gratte-ciel du monde à l'époque avec ses 426 mètres après la Willis Tower (ex-Sears Tower) de Chicago, pour une livraison en 1993. Le projet fut abandonné.
En 1993, la Défense connaît sa seconde crise. Il faut attendre 1997 pour qu'un redémarrage spectaculaire surgisse, illustré par la construction des tours de Cœur Défense, par Jean Paul Viguier architecte, alors le plus grand projet de ce type construit en Europe ; les tours jumelles de Cœur Défense seront livrées en 2001.

### Les années 2000
Le quartier d'affaires est classé quatrième en ce qui concerne l'attractivité, derrière la Cité de Londres, Midtown à New York et Marunouchi à Tokyo. Le quartier est cependant plus attractif que Canary Wharf à Londres et le Financial district de New York,.
De nouvelles tours, appelées tour T1 (185 mètres) des architectes Valode et Pistre et tour Granite (184 mètres) par Christian de Portzamparc ont été achevées en 2008. La plus grande tour, la tour First (231 mètres), devient le plus haut gratte-ciel de France jusqu'en 2025 avec la livraison de The Link, siège social de TotalÉnergies.
Une partie des services du ministère de l'Écologie, du Développement durable et de l'Énergie et du ministère de l'Égalité des Territoires et du Logement est implantée dans la Grande Arche, la tour Séquoia et la tour Pascal.

### La Défense 2015: un plan de relance
À la suite de la lettre de mission de François Goulard, secrétaire d’État aux Transports, en date du 1er mars 2005, Bernard Bled, directeur général de l'EPAD, propose le 2 décembre 2005 à son conseil d'administration le projet la Défense 2015, un important plan de modernisation du quartier d'affaires afin de lui conférer une dimension nouvelle. Les principaux axes sont :
- régénérer les tours obsolètes ;
- autoriser de nouvelles constructions ;
- veiller à l'équilibre bureaux/logements ;
- faciliter les liaisons avec les lieux d'habitation des salariés de La Défense.

Les objectifs sont :
- la construction de 150 000 m2 de bureaux supplémentaires dans le cadre des opérations de démolition/reconstruction ;
- la construction de 300 000 m2 de bureaux dans le cadre d'opérations neuves ;
- la réalisation de 100 000 m2 de logements.

L’État valide en juillet 2006 ce plan de relance dont la finalisation est annoncée autour de 2015 et qui permettrait au quartier d'affaires de confirmer son leadership européen dans le marché de bureaux, avec environ 4 000 000 m2 de surfaces tertiaires. Ce plan de renouveau pourrait également permettre de développer l'importance financière de Paris en Europe, marché aujourd'hui très largement dominé par Londres.
Plusieurs faits peuvent justifier ce plan. La très forte pression immobilière pousse à la création de nouvelles tours de bureaux à Paris ou à proximité, nettement plus économiques que les multiples petites constructions ou la transformation de bâtiments résidentiels existants et qui auraient l'avantage de ne pas nuire au parc immobilier de résidence en région parisienne. Par son emplacement, et des règles d'urbanisme plus souples que dans Paris même, la Défense offre de réelles possibilités. D'autres secteurs proches de Paris sont envisagés en Seine-Saint-Denis (plus accessible et plus proche aussi des zones économiques des aéroports de Roissy-Charles-de-Gaulle, les possibilités de transport étant beaucoup moins saturées), un département où les tours résidentielles sont fort nombreuses afin de rééquilibrer tissu résidentiel et activité économique. Cependant, c'est plutôt au sud de Paris (plus accessible depuis la zone aéroportuaire d'Orly) que devrait se développer immédiatement une nouvelle zone en rive de Seine prolongeant les secteurs parisiens de Tolbiac et Bercy. Les promoteurs du projet de La Défense pensent que c'est la Défense qui sera le moteur permettant d'attirer les entreprises étrangères en France, et que cela favorisera l'activité des autres pôles économiques tout autour de Paris.
Il devra toutefois surmonter plusieurs facteurs de blocage : perspectives médiocres à court terme de l'économie française, volonté des pouvoirs publics de rééquilibrer un emploi du secteur tertiaire trop concentré dans les Hauts-de-Seine, moyens de transport saturés ne permettant pas de faire face à l'afflux de nouveaux salariés.
La relance des projets de démolition-reconstruction, permettant d'optimiser les espaces et d'éviter les coûteux réaménagements ou consolidation d'immeubles existants en vue de leur rehausse, ont été grandement facilités par la décision publique de ne plus taxer la construction de toute la surface de bureaux construite, mais seulement la surface supplémentaire apportée par la reconstruction.
Plusieurs projets naissent dans le cadre de ce plan de relance :
À Courbevoie :
- Tour First : projet de rénovation et extension de la tour Axa, inauguré en mai 2011.
- D2 : projet de démolition-reconstruction de l'immeuble Veritas, inauguré en janvier 2015.
- Carpe Diem : projet de démolition-reconstruction de l'immeuble France Telecom, livré en septembre 2013.

À Puteaux :
- Immeuble Basalte : construction nouvelle, livrée en 2013.
- Majunga : construction nouvelle, achevée en juillet 2014.

Le quartier, depuis la tour Défense 2000.

### Les années 2020: une nouvelle stratégie de développement
En 2018, avec la création du nouvel établissement public Paris La Défense, le quartier adopte une nouvelle stratégie de développement fondée sur la lutte contre le dérèglement climatique. L’établissement Paris La Défense se fixe pour objectif de réduire par deux les émissions de gaz à effet de serre du quartier d'ici 2030. Le plan d'action de Paris La Défense vise à repenser les modes d'aménagement et de construction, en revisitant les approches de transformation des espaces publics et des bâtiments existants. C’est dans cette perspective qu’a été lancé l’appel à projets mixtes et bas carbone « Empreintes ». Le plan vise également à favoriser le vivre-ensemble et à renforcer l’implication des parties prenantes dans la dynamique du territoire.
Le projet du parc de 5 ha sur l’esplanade de La Défense est initié en 2022. Ce parc urbain de 5 Ha est conçu par Michel Desvigne. Plusieurs immeubles voient le jour :
À Courbevoie :
- La tour Trinity : immeuble neuf en 2020.
- Hopen : restructuration de la tour Adria en 2025.

À Puteaux :
- La tour Hekla : immeuble neuf imaginé par Jean Nouvel en 2022.
- Altiplano : restructuration de l'immeuble Île-de-France en 2024.
- Lightwell : restructuration de l'immeuble Galilée en 2024.
- The Link : immeuble neuf, tour la plus haute de France, en 2025.
- Lilo : immeuble neuf accueillant 644 logements étudiants.

À Nanterre :
- L'Archipel : siège de Vinci en 2021.
- L'Arboretum : plus grand campus en bois d'Europe en 2024.

## Principes d'aménagement urbain

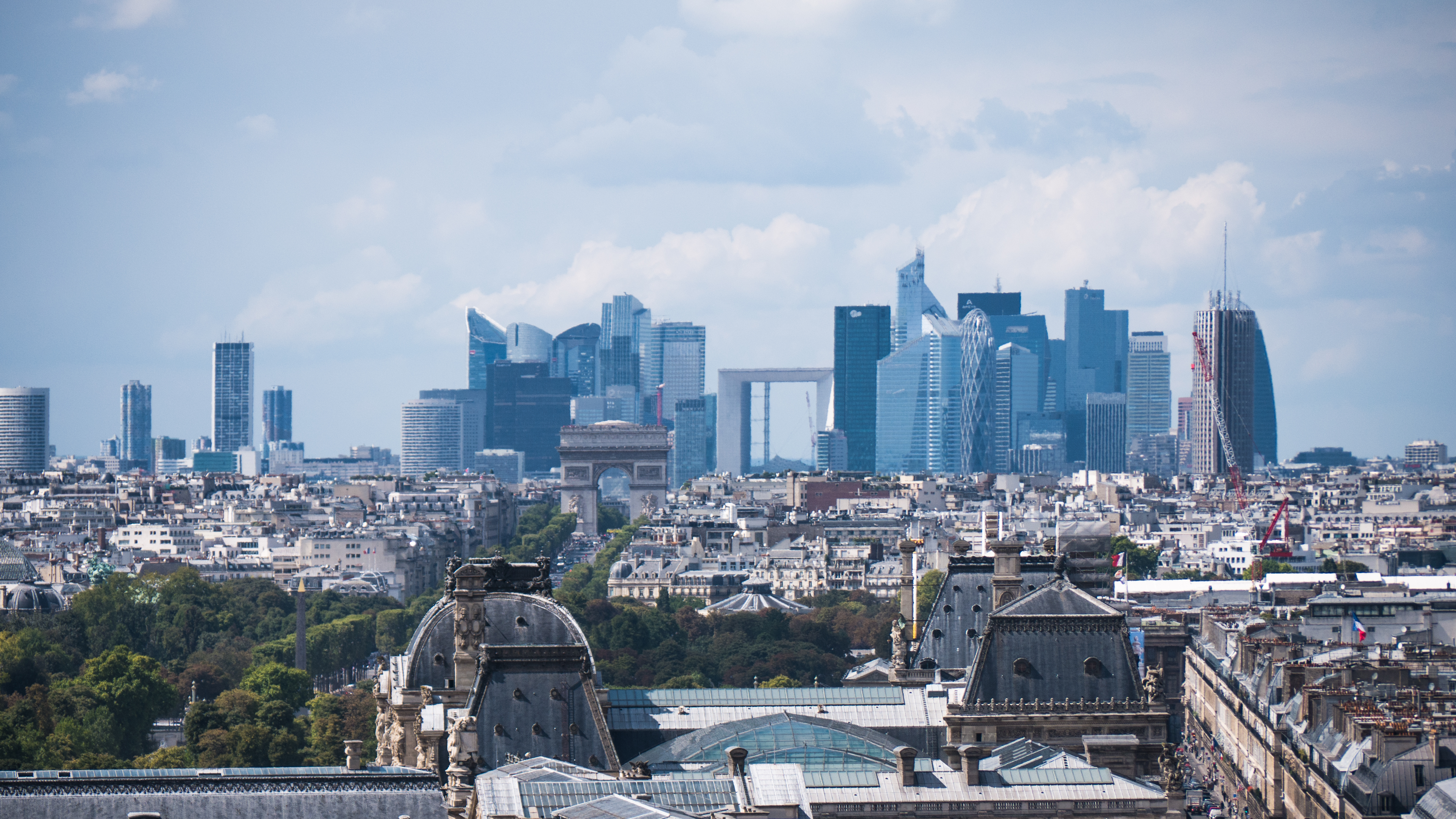
Le quartier de La Défense dans la perspective de l'axe historique de Paris.
De l'avant-plan à l'arrière-plan : le Louvre, le jardin des Tuileries, l'Arc de triomphe de l'Étoile, La Défense et en son centre la grande Arche.

L'aménagement général du quartier de La Défense a été pensé selon les principes du mouvement Moderne entre les années 1960 et 1980. L'organisation des espaces repose sur une stricte séparation des flux. Le quartier s'articule autour d'une vaste dalle regroupant l'ensemble des circulations piétonnes, tandis que les circulations automobiles, les livraisons et les parkings sont situés en périphérie ou sous la dalle.
Aujourd'hui, ce quartier est l'un des exemples les plus aboutis au monde de l'application des principes de la Charte d'Athènes.

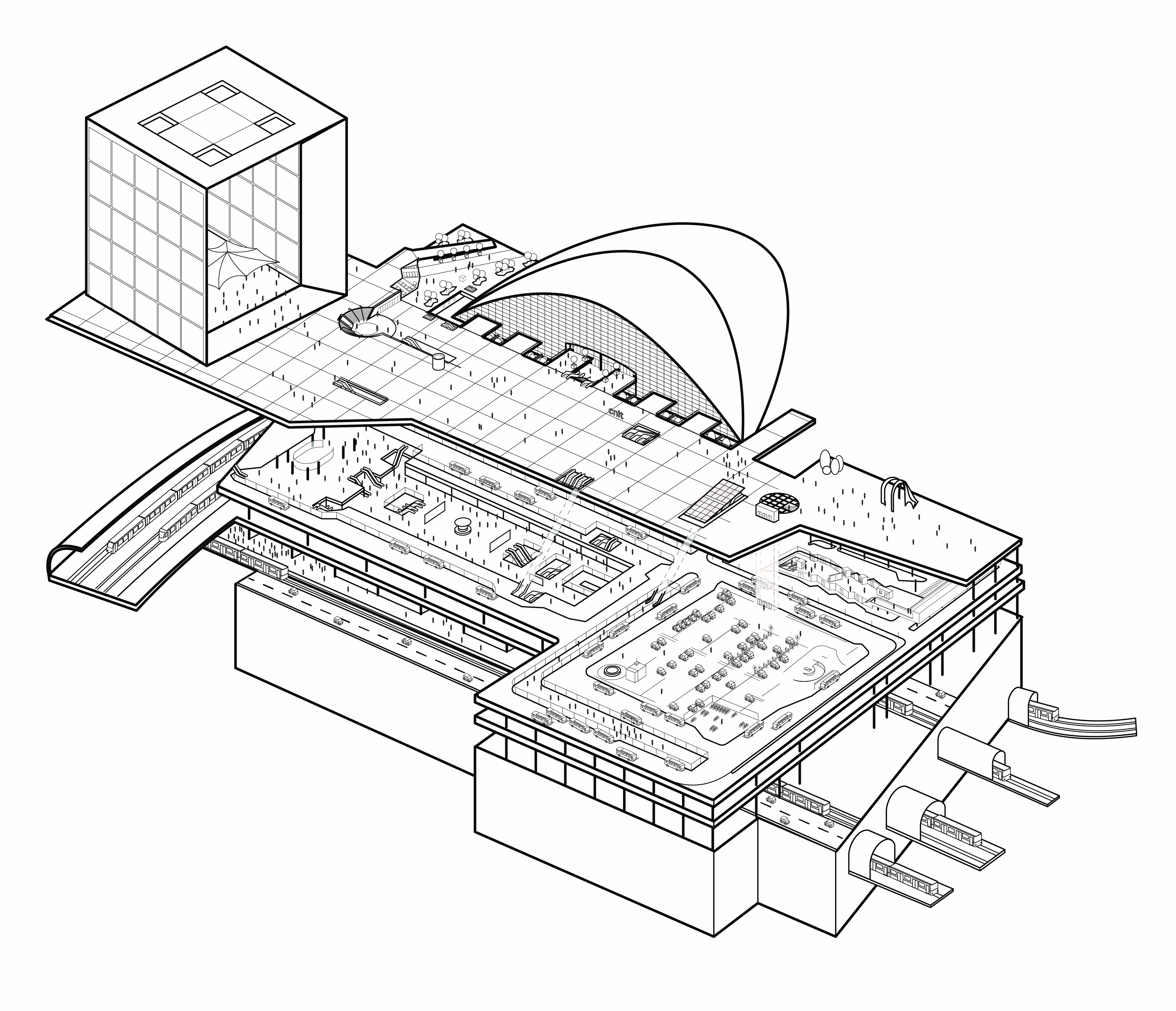
Schéma présentant l'aménagement de la dalle de La Défense

### Dalle de La Défense

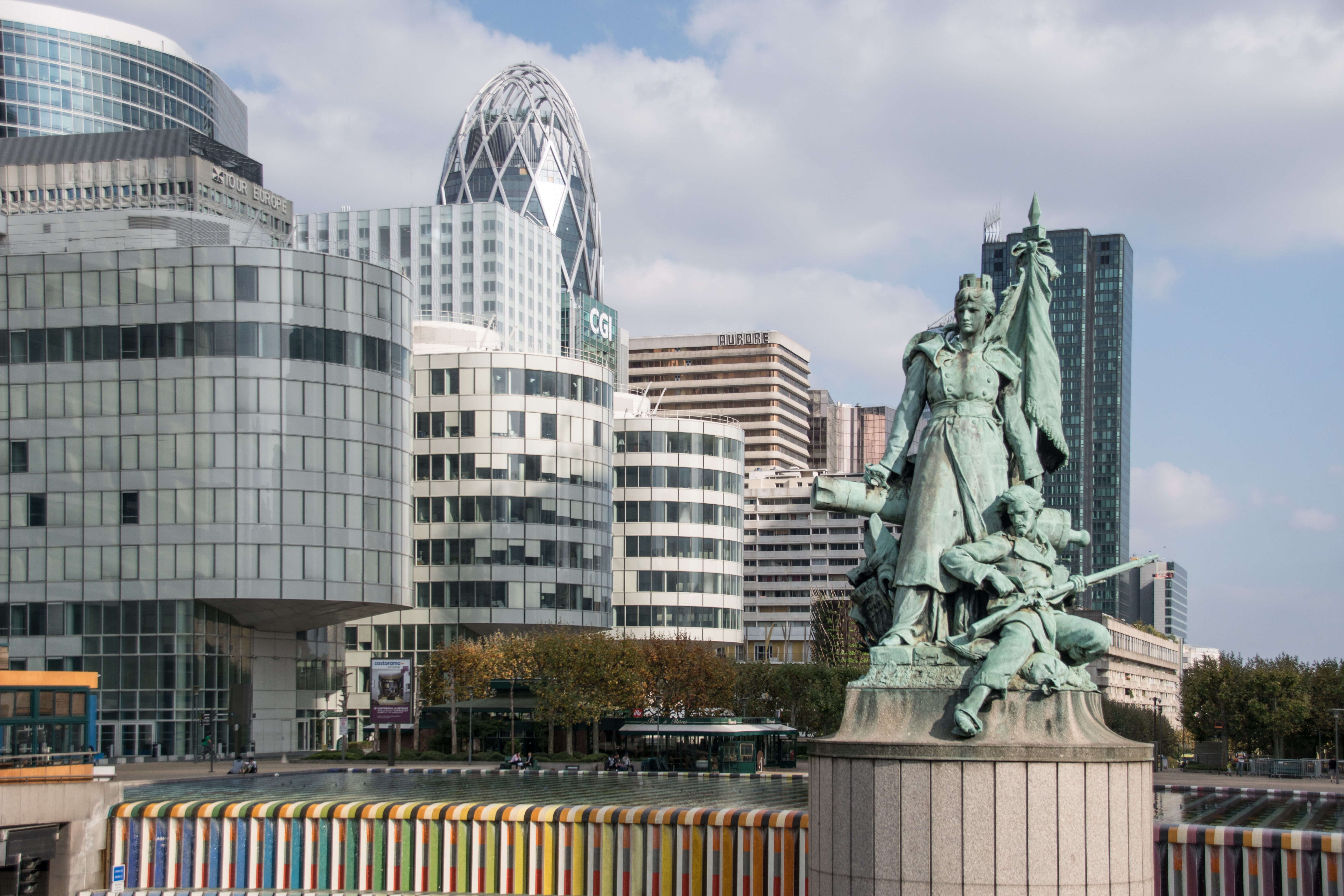
Vue du quartier de La Défense avec la statue La Défense de Paris devant la fontaine Agam, où elle se trouvait entre 1983 et 2017, et de la tour D2 en arrière-plan.

La dalle du quartier d'affaires se distingue singulièrement d'un espace de circulation traditionnel. Elle constitue un vaste espace public (30 ha) réservé à la circulation exclusive des piétons et des véhicules de secours. Orientée selon l'axe historique et suivant le terrain naturel, elle organise les flux et permet la desserte des secteurs et bâtiments de la Défense.
Le grand axe peut être divisé en séquences en fonction des différentes ambiances urbaines créées par le bâti et l'aménagement des espaces. Ainsi, en partant du pont de Neuilly, on trouve :
- le carrefour du pont de Neuilly : il s'agit d'un vaste carrefour routier assurant les échanges entre l'A 14, le boulevard circulaire et les quais de Seine, traversé par la portion aérienne de la ligne 1 du métro ;
- le bassin Takis : à l'extrémité est de la dalle, il offre une vue remarquable vers Neuilly et Paris (axe historique et tour Eiffel) ;
- l'esplanade : l'axe historique prend ici la forme d'une allée plantée de platanes abritant des espaces de repos et de loisirs (bancs, boulodromes improvisés). C'est la séquence la plus étroite de l'axe, bordée d'immeubles bas, qui fait l’objet d’un important projet de transformation en parc urbain de 5 ha ;
- la place de la Défense : située au niveau du rond-point de la Défense, elle est bordée de tours (Ariane, Opus 12, Cœur Défense, etc.). C'est un lieu de circulation intense pour les piétons. On y trouve l'espace d'information de Paris La Défense ;
- le parvis de la Défense : espace majeur du grand axe à la Défense, il est encadré par les trois équipements principaux du quartier que sont la Grande Arche de la Défense, le CNIT et le centre commercial Les Quatre Temps. Juste sous la dalle se trouve la salle d'échange RER/Métro/Transilien/Tramway/Bus. Il est le support de nombreuses animations tout au long de l'année (marché de Noël, expositions, feu d'artifice, etc.)

La dalle compte plusieurs extensions de part et d'autre de l'axe principal ; ces dernières sont à proximité du boulevard circulaire et des quartiers périphériques.
On citera notamment :
- la place des Saisons ;
- la place Jean-Millier (anciennement place de la Coupole), où se trouvent les tours Total et Areva ;
- le cours Valmy, desservant le siège de la Société générale.

### Réseau de voirie

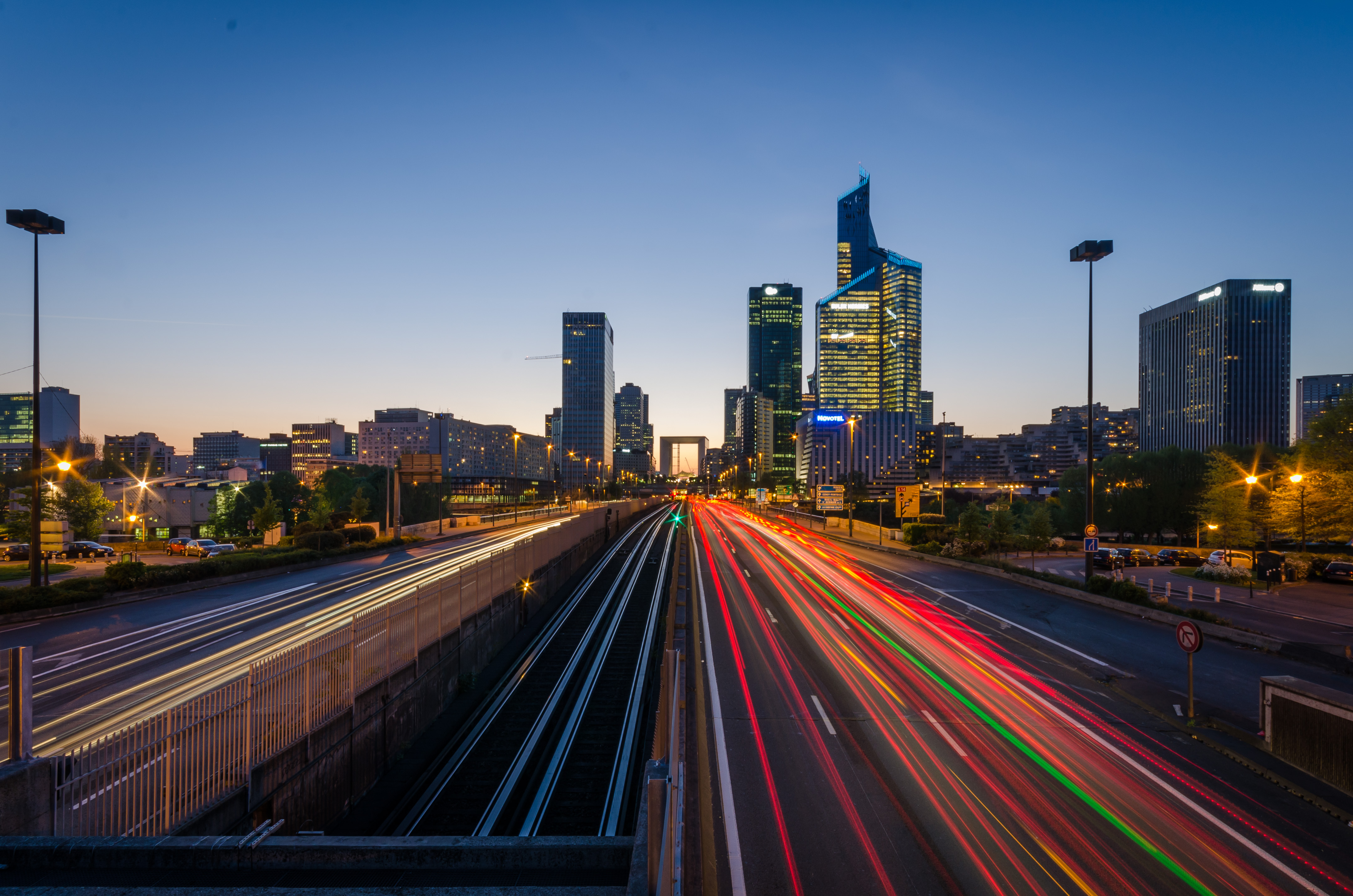
Le pont de Neuilly et les gratte-ciel du quartier d'affaires de nuit.

Le réseau de voirie de la Défense est issu des travaux conduits dans les années 1960 et 1970 par l'EPAD. Le réseau de rues préexistant a complètement disparu.
Le réseau s'articule autour :
- de l'A14 (tunnel de la Défense) et de ses deux sorties (l'une vers Courbevoie et La Garenne-Colombes (RD 992), l'autre vers Puteaux et Nanterre (RD 913) ;
- du boulevard circulaire de la Défense : boulevard périphérique du quartier en sens unique assurant la desserte du quartier et les liens vers les communes voisines ;
- de la voirie souterraine : voies assurant la desserte des bâtiments de La Défense et permettant les accès aux parkings du quartier et à la gare routière. Elles sont situées sous la dalle piétonne.

### Nouveau défi de la durabilité

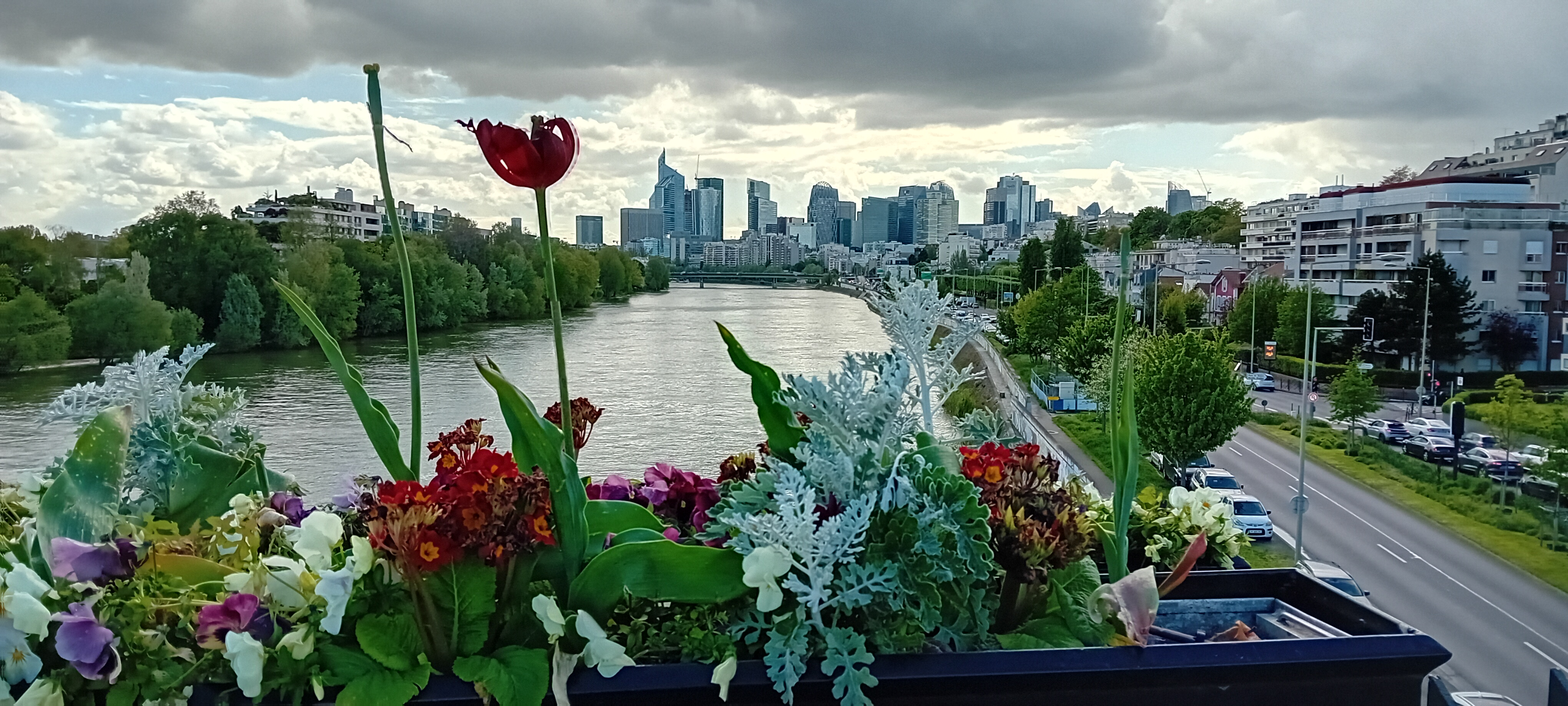
Courbevoie et La Défense vus du pont de Levallois.

Le quartier de La Défense a été conçu à une époque où les problèmes environnementaux n'étaient pas encore perçus comme critiques. L'émergence progressive depuis les années 1970 de politiques environnementales, puis plus globalement de développement durable, oblige à reconsidérer certains principes d'architecture et d'urbanisme.
Notamment, les méthodes d'évaluation de la qualité environnementale actuellement disponibles sur le marché n’ont jamais été conçues pour être utilisées sur plusieurs échelles : le local et /ou l'international dans plusieurs pays. Elles ont toutes un certain « goût » local, national. Ceci explique pourquoi les comparaisons entre ces différents systèmes ne sont pas simples. Cette situation, qui ne permet pas d'établir des indicateurs globaux ni de comparer les bâtiments dans plusieurs pays, explique le phénomène de double voire triple certification de certains immeubles de grande hauteur (IGH) dans le quartier de la Défense.
En 2022, est lancé l'appel à projet Empreintes, dans le but de faire de La Défense le « premier quartier d'affaires post-carbone du monde ».

### Destination de loisirs du Grand Paris
La Défense accueille plusieurs événements et équipements culturels et de loisirs. Depuis 2017, la Paris La Défense Arena propose des concerts et spectacles. Le quartier organise également un festival de jazz, un marché de Noël considéré comme le plus vaste d’Île-de-France, ainsi que des événements estivaux comme Garden Parvis. Des food trucks sont régulièrement présents sur l’esplanade, et des installations artistiques temporaires, telles que celles du parcours Les Extatiques, y sont proposées. Enfin, la Cité de l’Histoire, située à proximité de la Grande Arche, propose un parcours immersif dédié à l’histoire de France.

### Végétalisation du quartier
Le quartier d’affaires fait l’objet d’un plan de végétalisation de ses espaces publics. On compte aujourd’hui 131 ha d’espaces végétalisés, répartis en 7 parcs et 3 jardins partagés. La végétalisation du quartier vise à renforcer le confort d’usage pour les utilisateurs et réduire les îlots de chaleur. En 2024, Paris La Défense s’est doté d’un plan arbres qui vise à préserver et développer le patrimoine arboricole du quartier. Ce plan vise à préserver et renforcer les 113 essences d’arbres différentes du quartier.
Parcs du quartier de La Défense : le parc André-Malraux (Nanterre), l’éco-jardin Majunga (Puteaux), le parc de l’Esplanade (Puteaux-Courbevoie), les jardins de l’Arche (Nanterre), le parc Diderot (Nanterre), le parc du chemin de l’Île (Nanterre), le parc Hoche (Nanterre).
Jardins partagés de La Défense : le Jardin des continents (Puteaux), le jardin des Reflets (Courbevoie), le jardin suspendu (Puteaux).

## Travailler et vivre à La Défense

### Tissu économique
Le quartier compte 2800 entreprises, dont 600 grandes entreprises, 600 ETI et 1 600 PME. À sa création le quartier d’affaires réunissait essentiellement des entreprises de l’énergie, de l’audit, de la banque et de l’assurance. Le tissu économique est aujourd’hui beaucoup plus diversifié avec des entreprises du luxe, du commerce de détail, de la communication ou encore de l’industrie pharmaceutique. Afin d’accompagner l’arrivée de ces nouveaux profils, l’établissement public Paris La Défense a mis en place un pack de bienvenue, offrant plusieurs services aux nouvelles entreprises s’installant dans le quartier.

### Géographie
De nos jours, La Défense est partagée entre les territoires de Puteaux, Courbevoie, Nanterre et La Garenne-Colombes. La quasi-totalité du territoire administré par l'EPAD se trouvait initialement sur ces deux premières communes. L'EPADESA, puis l'Établissement public Paris La Défense, couvrent une zone beaucoup plus vaste dont l'essentiel se trouve à Nanterre et dépasse largement les limites originelles du quartier de la Défense.

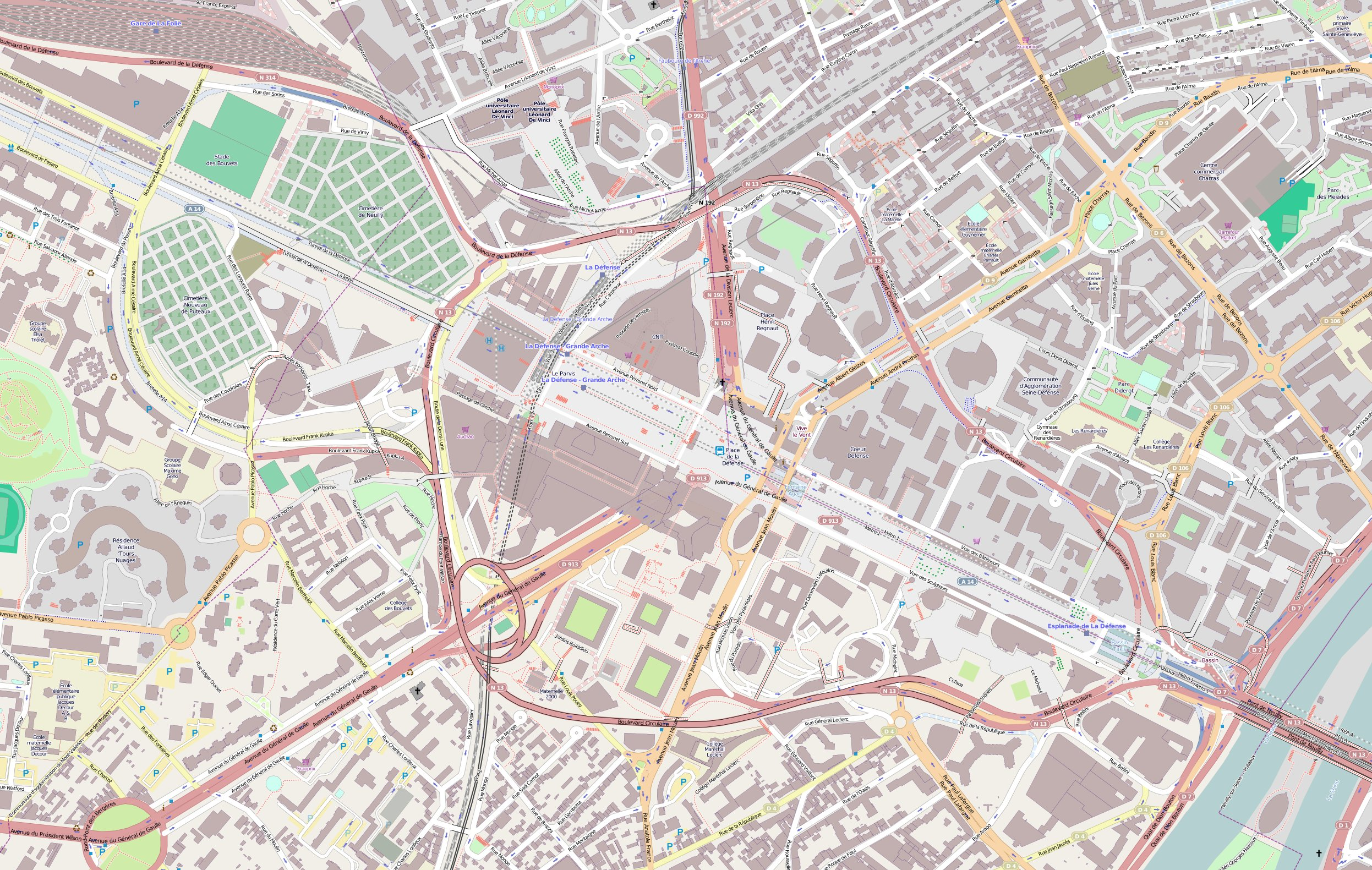
Carte de La Défense, avant l'élargissement de son aire d'aménagement, alors découpée entre les communes de Puteaux et Courbevoie, seule une petite partie se trouvant alors à Nanterre.

### Enseignement secondaire
La Défense accueille depuis la rentrée de 2019 l'École européenne Paris La Défense, établissement public gratuit, qui prépare au baccalauréat européen.

### Enseignement supérieur
Paris La Défense compte près de 70 000 étudiants, répartis dans plus de 50 écoles. Il rassemble notamment le Pôle universitaire Léonard-de-Vinci, l'IA Institut, un campus de l'EPITA, l'établissement d'enseignement supérieur privé français Omnes Éducation ainsi que 4 grandes écoles de commerce : EDC Paris Business School, ESSEC Business School, ICN Business School et IÉSEG School of Management.

### Transports en commun

#### Présent

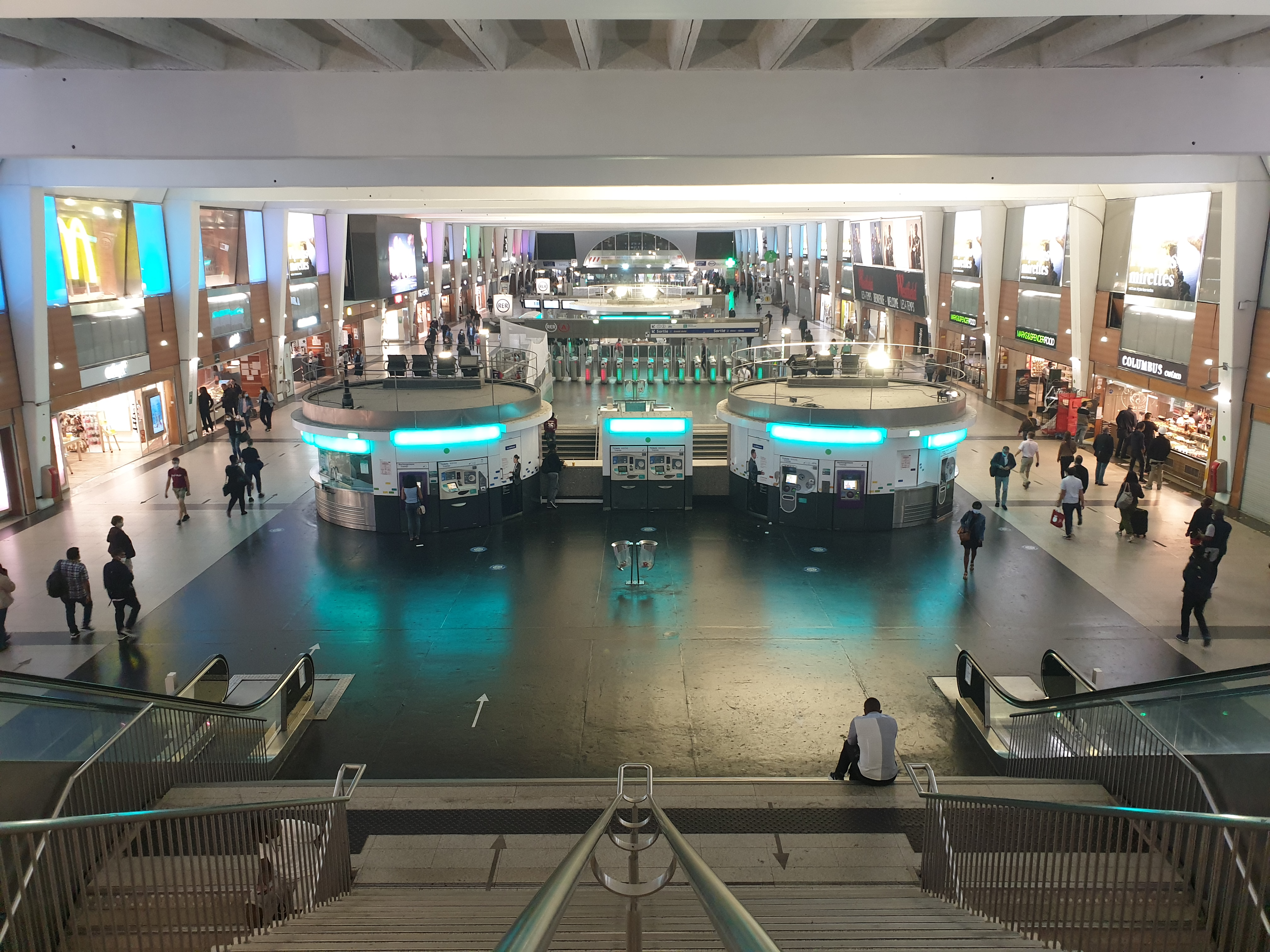
Le hall principal de la gare de la Défense.

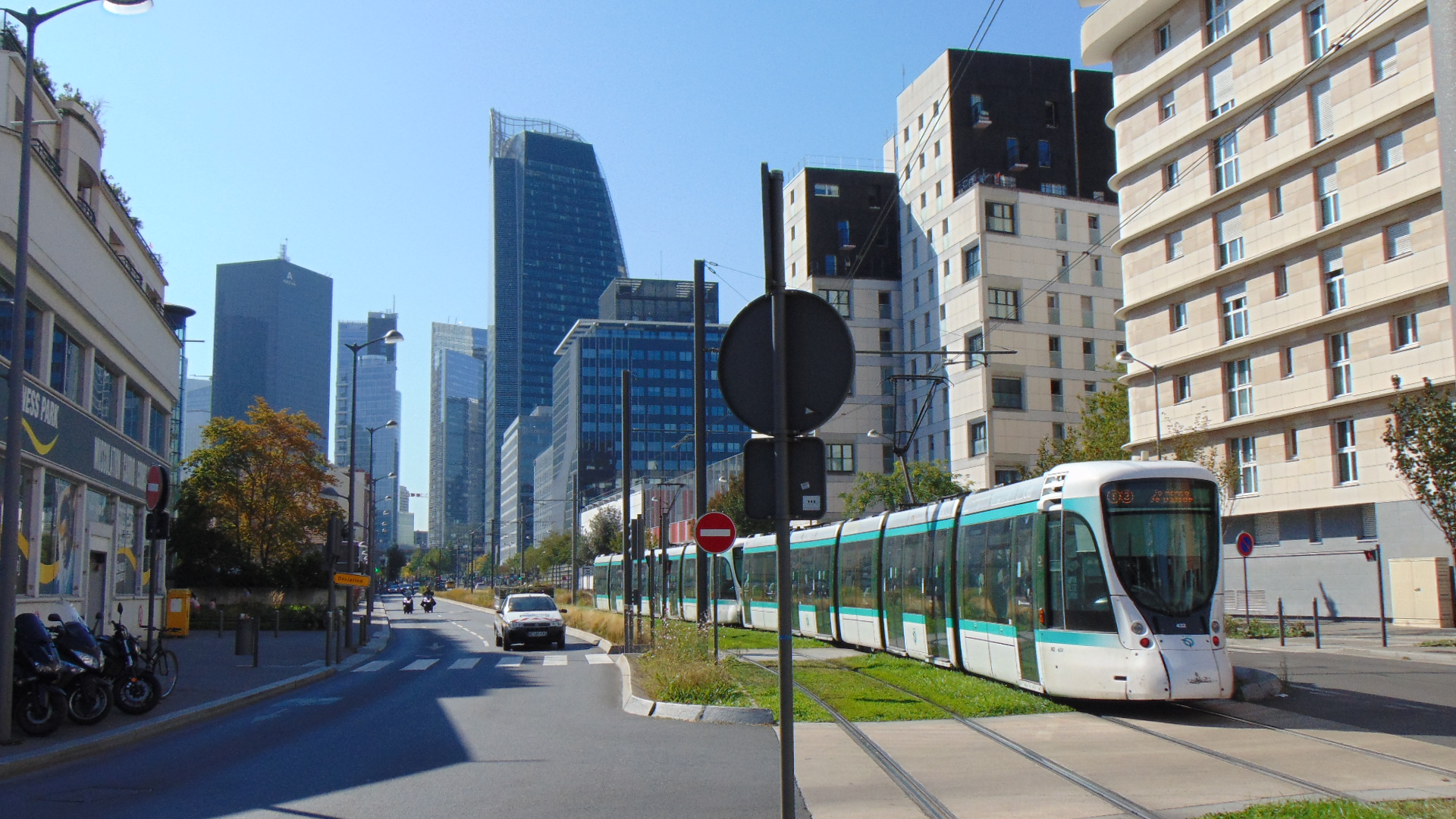
Une rame du tramway T2 passant au pied des tours à proximité de la station Faubourg de l'Arche.

Selon une étude réalisée pour l'ÉPAD en 2006, 9 salariés sur 10 se rendaient à la Défense en transports en commun - la part des déplacements en voiture reculant de 17 % en 1998 à 13 % en 2006. Toutefois, compte tenu de la croissance programmée de la Défense dans la décennie à venir, 40 000 nouveaux salariés devraient être accueillis sur le site, il paraît nécessaire de développer l'offre de transports en commun.
Le quartier de la Défense est desservi par plusieurs stations et lignes ferroviaires :
- Gare de la Défense et station de métro La Défense, sur la ligne A du RER, la ligne E du RER, les lignes Transilien L et Transilien U, la ligne de métro 1 et la ligne de tramway T2 ;
- Esplanade de la Défense, sur la ligne de métro 1 ;
- Faubourg de l'Arche, sur la ligne de tramway T2.

Une quinzaine de lignes du réseau de bus RATP et une du Noctilien traversent ou font terminus dans le quartier. En outre, le Terminal Jules Verne accueille le terminus de plusieurs lignes des réseaux Poissy - Les Mureaux, Mantois et Saint-Germain Boucles de Seine.
Cette accessibilité en transports en commun est l'un des facteurs ayant participé au développement du quartier d'affaires. Cependant, l'accessibilité de la Défense souffre aujourd'hui de la saturation chronique de ces lignes.
Le CNIT, premier jalon du nouveau quartier, est édifié au bord de la ligne Paris-Saint-Lazare - Versailles-Rive-Droite. La gare de la Défense est alors construite sur cette ligne qui passe aujourd'hui sous le parvis et l'Arche de la Défense. La Défense connaît sa première phase d'expansion lorsque la ligne A du RER d'Île-de-France est inaugurée début 1970 : la gare souterraine RER de la Défense, aux dimensions particulièrement monumentales, assure la correspondance avec la ligne de banlieue ; désormais la Défense est à 11 minutes du centre de Paris et les résidents de la banlieue Est peuvent atteindre en une demi-heure ce nouveau lieu de concentration de l'emploi tertiaire. La gare est en zone 3 des transports en commun d'Île-de-France.
Pour faire face à la croissance du trafic, la ligne 1 du métro de Paris, dont le terminus se situait antérieurement au Pont de Neuilly, est prolongée en 1992 jusqu'à la Défense, à proximité de la gare SNCF, mais ce terminus sera considéré comme étant en zone urbaine, comme toutes les stations de métro. La correspondance avec le RER A, en voie de saturation, et le Transilien permet de soulager un peu ces lignes, mais sature à son tour la ligne 1. Une station intermédiaire, Esplanade de la Défense, dessert l'Est de la dalle, près du pont de Neuilly.
En 1995, la création du Transilien U permet une relation directe avec la ville nouvelle de Saint-Quentin-en-Yvelines.
En 1997, la ligne 2 du tramway, prolongement de l'ancienne ligne des Moulineaux depuis Puteaux vers la Défense et transformée en tramway, est inaugurée. Assurant une desserte en site propre entre la Défense et Issy-Val de Seine. La ligne est rapidement victime de son succès et le passage aux rames doubles en 2005 ne fait que retarder un peu sa saturation. Elle est prolongée jusqu'à la Porte de Versailles le 21 novembre 2009 et jusqu'au Pont de Bezons le 19 novembre 2012, permettant la desserte nouvelle du Faubourg de l'Arche, dans le secteur Arche Nord de La Défense.
Depuis avril 2011, la ligne 1 est entièrement équipée de portes palières dans le cadre de son automatisation, permettant ainsi de supprimer les « accidents voyageurs ». Commencée en novembre 2011, l’automatisation de la ligne 1 est terminée en février 2013.
Depuis 2024, le quartier compte deux nouvelles stations du RER E : La Défense Grande Arche et Nanterre La Folie.

#### Avenir

Le RER E dessert le quartier d'affaires depuis 2024, et Mantes-la-Jolie en 2026.

Depuis le 6 mai 2024, le prolongement vers l'ouest de la ligne E du RER crée de nouvelles liaisons. Du côté est, les nouvelles gares de La Défense-Grande Arche, construite sous le CNIT à proximité immédiate de celle de la ligne A du RER, et de Nanterre-La Folie, proche de Nanterre Préfecture et intégrée au périmètre de la Défense depuis la fusion avec Seine-Arche, relient directement les gares du Nord et de l'Est et le site de Marne-la-Vallée ainsi que, par correspondance, l'aéroport Paris-Charles-de-Gaulle. Du côté ouest, le prolongement atteindra Mantes-la-Jolie en 2026.
Le Grand Paris Express prévoit, d'ici à 2030, une desserte de la ligne 15 à La Défense et à Nanterre. À plus long terme, la ligne 18 desservira Nanterre.

### La Défense, exposition permanente de sculpture moderne
Le site de la Défense est parsemé d'environ 60 œuvres d'art – fresques et sculptures modernes souvent de taille monumentale – qui trouvent dans ce lieu un cadre bien adapté. Les plus remarquables sont :
- La Défense de Paris de Louis-Ernest Barrias, qui a donné son nom au quartier ;
- l'Araignée Rouge d'Alexander Calder – une sculpture de 15 mètres de haut – située non loin de la tour Total ;
- Deux personnages fantastiques de Joan Miró devant l'une des entrées du centre commercial Les Quatre Temps ;
- le Pouce de César Baldaccini, sculpture de 12 mètres ;
- la fontaine monumentale de Yaacov Agam qui marque vers l'est la fin de la partie la plus animée de la Dalle ;
- le Bassin de Takis, piqueté de signaux énigmatiques fermant la dalle vers l'Est (qui ont leur pendant à l'ouest de la Grande Arche) ;
- les Doubles lignes indéterminées de Bernar Venet ;
- la Danse de Shelomo Selinger, un ensemble de 35 jardinières sculptées, étendu sur les 3 600 m2 de la place Basse de l'esplanade Charles-de-Gaulle ;
- la Cheminée de Raymond Moretti haute de 32 mètres et constituée de centaines de tubes colorés.

Ainsi que des œuvres de François Morellet, Jean-Pierre Raynaud, Jean Dewasne, Piotr Kowalski, Richard Serra, Anthony Caro, Apel.les Fenosa ou Guillaume Bottazzi. Par ailleurs, Patrick Blanc a réalisé un mur végétal dans le centre commercial Les Quatre Temps.

#### Les Extatiques
En 2018 est créée une exposition estivale d'œuvres contemporaines pour célébrer les 60 ans du quartier, Les Extatiques. Fabrice Bousteau, rédacteur en chef du magazine Beaux Arts Magazine, est le directeur artistique de cette manifestation, devenue pérenne.

### La Défense, lieu de vie
Les concepteurs du quartier de la Défense ont réservé une partie de l'espace à des immeubles d'habitation pour en faire un quartier équilibré et vivant. Le pari n'est pas entièrement réussi : la Défense, une fois les salariés partis, est un quartier peu animé, coupé en outre des villes voisines de Puteaux, Courbevoie et Nanterre par le boulevard circulaire qui cerne le quartier. Mais la situation évolue puisque l'ouverture du cinéma UGC-Ciné Cité a donné un peu plus de vie le soir et le week-end, et des travaux en cours sur le circulaire tentent de porter remède à l'isolement du quartier.
Il faut noter que le quartier de la Défense comporte une maison d'Église, Notre-Dame de Pentecôte, achevée en janvier 2001 tout au début du IIIe millénaire, et présente à côté du CNIT, sur l'esplanade. Ce lieu de spiritualité d'un nouveau genre constitue, selon l'expression de l'évêque de Nanterre, Gérard Daucourt, un laboratoire pour l'évangélisation de la société laïque et sécularisée en France.
Le diocèse de Nanterre et la maison d'Église Notre-Dame-de-Pentecôte ont transformé l’ancien relais Jean-XXIII en restaurant solidaire. Dans cet espace, situé au pied des tours de bureaux près de la tour EDF, est créé un vrai lieu de rencontre entre personnes précaires et salariés ou habitants des environs. La salle à manger est ouverte depuis le 15 novembre 2021. L'espace de la « maison de l'amitié » a pour mission de rencontrer, d'aider et d'accompagner les personnes de la rue, à La Défense.
Selon une étude du professeur Steve Partensky publiée en 2006[réf. nécessaire], la population travaillant à La Défense est composée d'environ 150 000 salariés dont l'âge moyen est de 40 ans et de 20 000 résidents dont l'âge moyen est de 50 ans. La répartition par type d'emploi est le suivant :
| Type d'emploi     | %  |
| ----------------- | -- |
| Cadre             | 67 |
| Employé           | 17 |
| Agent de maîtrise | 11 |
| Autre             | 4  |
| Ouvrier           | 1  |

| Type d'emploi                           | %  |
| --------------------------------------- | -- |
| Cadre ou cadre supérieur                | 34 |
| Retraité                                | 28 |
| Employé                                 | 22 |
| Agents de maîtrise, technicien, ouvrier | 5  |
| Élève et étudiant                       | 3  |
| Artisan et commerçant                   | 3  |
| Personne au foyer                       | 1  |
| Chômeur                                 | 1  |

La Défense est dotée de quatre crèches d'entreprises permettant d'accueillir les enfants des salariés de la zone. Parmi ces crèches :
- une est située dans le quartier Reflets (Place des Reflets) ;
- deux sont situées dans le quartier Coupole-Regnault (passage Henri-Regnault[54] et place Jean-Millier[55]) ;
- une quatrième est en cours d'aménagement à proximité du boulevard circulaire de la Défense (Quartier Vosges, Place des Vosges).

### La Défense, siège d'administration
Les services du ministère de l'Écologie, du Développement durable et de l'Énergie et du ministère de l'Égalité des Territoires et du Logement, hormis les cabinets ministériels et certains services spécifiques, sont implantés dans la Grande Arche (jusqu'en décembre 2014 et de nouveau à partir de 2017), la tour Pascal (jusqu'en 2017), et la tour Séquoia.
Le Bureau d'enquêtes sur les événements de mer (BEAmer) est localisé dans la tour Voltaire (Puteaux). Il se trouvait auparavant dans la tour Pascal B. Le 2e étage de la tour Voltaire est occupé par le siège du Bureau d'enquêtes sur les accidents de transport terrestre (BEA-TT).

## Chiffres

### Quartier d'affaires
- 3 740 000 m2 de bureaux[59] (45 millions de m² pour l'agglomération parisienne) ;
- 2 800 entreprises dont quatorze des vingt premières nationales et quinze des cinquante premières mondiales ;
- 200 000 salariés, dont 67 % de cadres et dont 85 % utilisent les transports en commun ;
- 245 000 m2 de commerces (dont 130 000 au centre commercial Les Quatre Temps).

### Quartier touristique
- 2 000 000 de touristes d'affaires annuels ;
- 3 000 chambres d'hôtel ;
- cinquante terrasses de cafés et de restaurants ;
- 31 ha pour l'espace piétonnier, divisé en 4 secteurs ;
- 60 sculptures d'art contemporain monumentales ;
- 11 ha d'espaces verts ;
- 20 bassins (dont deux monumentaux : la fontaine d'Agam et le bassin de Takis).

### Quartier névralgique pour le réseau de transports parisiens
- Desservi par le T2, Transilien Paris-Saint-Lazare, le RER A, le RER E, la ligne 1 du métro de Paris et 16 lignes du réseau de bus RATP.
- 450 000 personnes passent quotidiennement par le pôle de transports en commun Cœur Transports[60].

### Quartier d'habitation
- 950 000 m2 de logements ;
- 50 000 habitants.

### Quartier étudiant
- 45 000 étudiants.

### Infrastructures
- 265 usines pour le traitement de l'air et la ventilation ;
- 90 000 m2 de voiries (dont 60 000 couverts) ;
- Entourée par une route périphérique appelée boulevard circulaire ;
- 17 km de canalisations ;
- 10 km de réseau d'assainissement ;
- 10 km de galeries techniques ;
- 14 000 foyers d'éclairage public ;
- 10 km de réseau automatique d'arrosage.

### Faune
- Des faucons crécerelles nichent dans les tours de La Défense, pendant leur période de nidification entre avril et août[61], depuis 2008. Des nichoirs ont été posés en 2009 et 2010[62].

## Monuments et tours les plus hautes
Les bâtiments les plus connus aujourd'hui sont La Grande Arche et le CNIT. D'autres tours sont emblématiques des diverses époques de développement du quartier : tours Initiale et Europe pour la première génération, CB21 et Areva pour la deuxième génération, Total pour la troisième. Des tours de nouvelle génération ont vu le jour depuis le lancement du plan de relance de La Défense en 2005. Ces nouvelles tours présentent des caractéristiques architecturales diversifiées et sont le fruit de constructions neuves (tour Saint-Gobain (2019), tour Alto (2020), tour Trinity (2020), tour Hekla (2023), tour The Link (2025)) ou de restructurations de tours existantes (Landscape (2020), tour Aurore (2022)).

### Principales tours construites ou en projet

La tour First, seconde tour la plus haute du quartier d'affaires.

La tour Total.

La tour Areva.

Les tours jumelles Chassagne et Alicante.

La tour Légende.

Les tours France et Les Poissons, non situées dans le périmètre anciennement géré par l'EPAD (l'opération Seine-Arche), figurent tout de même dans le classement ci-dessous du fait de leur proximité avec le quartier de La Défense.
|    | Nom                         | Date de livraison | Hauteur      | Étages | Fonction           | État            |
| -- | --------------------------- | ----------------- | ------------ | ------ | ------------------ | --------------- |
| 1  | The Link                    | 2025              | +242, m      | 54     | Bureaux            | En construction |
| 2  | Tour First                  | 1974 / 2011       | +231, m      | 55     | Bureaux            | Construite      |
| 3  | Tours Sisters               | 2027              | +220, m      | 50     | Mixte              | Approuvé        |
| 4  | Tour Hekla                  | 2022              | +220, m      | 48     | Bureaux            | Construite      |
| 5  | Tour des Jardins de l'Arche | 2027              | +206, m      | 50     | Mixte              | Approuvé        |
| 6  | Tour Majunga                | 2014              | +194, m      | 45     | Bureaux            | Construite      |
| 7  | Tour C/ (Odyssey)           | 2026              | +189, m      | 47     | Bureaux            | Approuvé        |
| 8  | Tour Engie                  | 2008              | +185, m      | 37     | Bureaux            | Construite      |
| 9  | Tour Granite                | 2008              | +183, m      | 37     | Bureaux            | Construite      |
| 10 | Tour Total (Coupole)        | 1985              | 179 m        | 48     | Bureaux            | Construite      |
| 11 | Tour CB21 (ex-tour Gan)     | 1974 / 2010       | +179, m      | 44     | Bureaux            | Construite      |
| 12 | Tour Areva (CB1)            | 1974              | +178, m      | 46     | Bureaux            | Construite      |
| 13 | Tour O/ (Odyssey)           | 2026              | +176, m      | 37     | Mixte              | Approuvé        |
| 14 | Tour D2                     | 2014              | +175, m      | 37     | Bureaux            | Construite      |
| 16 | Tour Saint-Gobain           | 2019              | +167, m      | 37     | Bureaux            | Construite      |
| 16 | Tours Société générale      | 1995              | +167, m (x2) | 37     | Bureaux            | Construite      |
| 17 | Tour Légende                | 2001              | +165, m      | 40     | Bureaux            | Construite      |
| 18 | Tour Carpe Diem             | 2013              | +162, m      | 35     | Bureaux            | Construite      |
| 19 | Tour Cœur Défense           | 2001              | +161, m      | 40     | Bureaux            | Construite      |
| 20 | Tour Alto                   | 2020              | +160, m      | 38     | Bureaux            | Construite      |
| 21 | Tour Adria / Technip        | 2002 / 2023       | +155, m      | 40     | Bureaux            | En rénovation   |
| 22 | Tour Égée                   | 1999              | +155, m      | 40     | Bureaux            | Construite      |
| 23 | Tour Ariane (PB13)          | 1975              | +152, m      | 36     | Bureaux            | En rénovation   |
| 24 | Tour Trinity                | 2020              | +140, m      | 33     | Bureaux            | Construite      |
| 25 | Tour Dexia (CBX)            | 2005              | +140, m      | 32     | Bureaux            | Construite      |
| 26 | Tour Eqho (CB50)            | 1988              | +140, m      | 40     | Bureaux            | Construite      |
| 27 | Tour Défense 2000 (PH3)     | 1974              | +136, m      | 47     | Logements          | Construite      |
| 28 | Tour Aurore (CB17)          | 1970 / 2022       | +133, m      | 29     | Bureaux            | Construite      |
| 29 | Tour Les Poissons           | 1970              | +128, m      | 42     | Mixte              | Construite      |
| 30 | Tour Michelet               | 1985              | +127, m      | 34     | Bureaux            | Construite      |
| 31 | Tour France                 | 1973              | +126, m      | 41     | Logements          | Construite      |
| 32 | Tour Franklin (PB3/PB4)     | 1972              | +120, m      | 33     | Bureaux            | Construite      |
| 33 | Tour Winterthur (PB2)       | 1973              | +119, m      | 33     | Bureaux            | Construite      |
| 34 | Tour CGI (CB16)             | 1971              | +117, m      | 32     | Bureaux            | Construite      |
| 35 | Tour Neptune (CB33)         | 1975              | +117, m      | 27     | Bureaux            | Construite      |
| 36 | Arche de la Défense         | 1989              | +111, m      | 35     | Bureaux - Monument | Construite      |
| 37 | Tour Manhattan (CB18)       | 1975              | +110, m      | 32     | Bureaux            | Construite      |
| 38 | Tour D/ (Odyssey)           | 2026              | +110, m      | 25     | Mixte              | Approuvé        |
| 39 | Tour Europe (CB14)          | 1969              | +110, m      | 28     | Bureaux            | Construite      |
| 40 | Tour Ève (PH21)             | 1975              | +109, m      | 30     | Logements          | Construite      |
| 41 | Tour Europlaza (CB12)       | 1972              | +107, m      | 31     | Bureaux            | Construite      |
| 42 | Tour Gambetta (CH2)         | 1975              | +106, m      | 37     | Logements          | Construite      |
| 43 | Tour Opus 12 (PB12)         | 1973              | +106, m      | 25     | Bureaux            | Construite      |
| 44 | Tour Séquoia                | 1989              | +105, m      | 33     | Bureaux            | Construite      |
| 45 | Tour Initiale (PB31)        | 1967              | +105, m      | 35     | Bureaux            | Construite      |
| 46 | Tour Emblem                 | 1998 / 2021       | +103, m      | 23     | Bureaux            | Construite      |
| 47 | Tour Pascal (PB111/PB112)   | 1983 / 2020       | +101, m      | 27     | Bureaux            | Construite      |
| 48 | L'Archipel                  | 2021              | +100, m      | 22     | Bureaux            | Construite      |
| 49 | Tour Athéna                 | 1984              | +100, m      | 22     | Bureaux            | Construite      |
| 50 | Tour AIG (CB15)             | 1967              | +099, m      | 27     | Bureaux            | Construite      |
| 51 | Tour Prisma                 | 1996              | +097, m      | 23     | Bureaux            | Construite      |
| 52 | Tour Atlantique (PB11)      | 1970              | +090, m      | 27     | Bureaux            | Construite      |
| 53 | Tour Pacific                | 1992              | +084, m      | 25     | Bureaux            | Construite      |
| 54 | Tour Voltaire (PB 113)      | 1988              | +082, m      | 23     | Bureaux            | Construite      |
| 55 | Hôtel Mélia                 | 2014              | +082, m      | 23     | Hôtel              | Construite      |
| 56 | Skylight                    | 2017              | +076, m      | 18     | Logements          | Construite      |
| 57 | Résidence Campuséa          | 2018              | +075, m      | 20     | Logements          | Construite      |
| 58 | Tour Exaltis                | 2006              | +072, m      | 16     | Bureaux            | Construite      |
| 59 | Les Miroirs                 | 1981              | +070, m      | 16     | Bureaux            | Construite      |
| 60 | Tour Eria                   | 2021              | +059, m      | 13     | Bureaux            | Construite      |
| 61 | Résidence Bellini Défense   | 1964              | +056, m      | 16     | Mixte              | Construite      |
| 62 | PB5                         | 1983              | +054, m      | 16     | Bureaux            | Construite      |
| 63 | Basalte                     | 2013              | +054, m      | 5      | Bureaux            | Construite      |
| 64 | Carré Michelet              | 2019              | +053, m      | 5      | Bureaux            | Construite      |
| 65 | CB3                         | 1978              | +037, m      | 9      | Bureaux            | Construite      |

## Dans la culture populaire

### Séries tournées à la Défense
- 2020 : Dérapages : la plupart de l'intrigue se déroule dans le quartier de La Défense.

- 2021 : Emily in Paris : Intérieur « Belvédère Spaces », cours Valmy, brasserie hôtel Renaissance.
- 2023 : Jusqu’ici tout va bien : cours Valmy devant bâtiment Spaces et les escaliers de l’hôtel Renaissance.
- 2023 : D’argent et de sang : tour CBX, passerelle des Reflets, place des Reflets, passerelle d'Alsace et place de l'Iris.
- 2023 : The Walking Dead : Daryl Dixon : la Jetée - promenade de l'Arche - escaliers de l'Arche.
- 2024 : La Fièvre : Le Mélia et la place Takis.
- 2024 : Miskina : parvis de La Défense.

### Films tournés à La Défense
- 1970 : Elle boit pas, elle fume pas, elle drague pas, mais… elle cause !, les tours de la Défense servent de décor aux pérégrinations d'Annie Girardot, notamment quand elle se rend chez Bernard Blier.
- 1971 : La Défense, en pleine construction sur les ruines de centaines de pavillons de banlieue, sert de décor au film Le Chat, réalisé par Pierre Granier-Deferre.
- 1975 : Peur sur la ville : le générique de début montre la Défense de nuit, les séquences suivantes se situant dans l'appartement de Nora Elmer (Lea Massari) situé dans la tour Les Poissons.
- 1976 : L'Aile ou la Cuisse : tour Manhattan. Dans une scène tournée dans un bureau, on est face à la tour Aurore.
- 1977 : Mort d'un pourri : des scènes sont tournées dans des bureaux de la Défense, et dans le hall de la gare souterraine.
- 1979 : Buffet froid : les dix premières minutes du film se déroulent dans la gare souterraine avec Gérard Depardieu et Michel Serrault. Dans ce film, Gérard Depardieu habite une tour déserte, non pas de la Défense mais de Créteil.
- 1979 : I… comme Icare : une scène avec Yves Montand a été tournée devant et à l'intérieur de la tour Fiat (en 1979) devenue tour Framatome et actuellement tour Areva - Film d'Henri Verneuil.
- 1983 : Le Prix du danger : les scènes de poursuite de la station Place Conrad sont tournées dans la gare RER de La Défense.
- 1994 : Un Indien dans la ville : au début du film, la voiture Stéphane et Montignac (Thierry Lhermitte et Patrick Timsit) circule sur le boulevard circulaire de la Défense.
- 2000 : Deuxième Vie : une tour virtuelle a été réalisée à la place de la tour Granite. Un montage a permis de confondre la tour Pascal avec la tour imaginaire implantée à la place actuelle de la tour Granite.
- 2002 : Irène : plusieurs scènes en extérieur et bureau de La Défense - Film d'Ivan Calbérac.
- 2002 : La Mémoire dans la peau, film de Doug Liman[65].
- 2003 : Mais qui a tué Pamela Rose ? : une scène a été tournée sur l'ancien viaduc de Nanterre[66] menant à La Défense.
- 2005 : La Boîte noire : dans ce film, un survol de La Défense a lieu.
- 2006 : Jean-Philippe : plusieurs scènes ont été tournées dans la Défense autour de la tour Gan, où se situent quelques scènes d'intérieur. Une scène a notamment été tournée dans le parc Diderot.
- 2006 : L'Ivresse du pouvoir : plusieurs scènes se déroulent devant et dans la tour Logica (CB16). On peut y observer notamment la maquette de la tour après rénovation.
- 2006 : Le Serpent : les bureaux de Clovis Cornillac sont désignés au sein d'un immeuble se trouvant être la tour Voltaire ; quelques vues d'extérieur et d'intérieur de la tour sont visibles.
- 2007 : 99 Francs : une scène a lieu depuis le haut de la tour Europlaza, pour faire apparaître les tours Exaltis et Ariane. Les images des tours ont été retouchées par la 3D et leur emplacement a donc été modifié. Une scène a été tournée en bas de la tour Cèdre en pleine nuit.
- 2007 : Truands : des scènes d'intérieur ont été réalisées dans la tour Défense 2000. De très belles vues sur le quartier sont à découvrir.
- 2007 : Chrysalis : dans ce film, deux scènes ont été réalisées à la Défense. L’une où l’on voit David Hoffmann (Albert Dupontel) entre les tours tour Opus 12 et Atlantide. Quelques secondes avant la fin du film, une scène tournée au pied de la tour EDF, où figure en arrière-plan un panneau publicitaire de type écran géant.
- 2007 : Les Vacances de Mr. Bean : Mr. Bean voulait rejoindre la gare de Lyon en taxi, mais il se trompe de taxi et se retrouve au pied de la Grande Arche.
- 2008 : Secret Défense : quelques scènes ont été tournées au pied de la Grande Arche et sous l'Arche.
- 2008 : La Très très grande entreprise : dans ce long métrage, Naterris entreprise fictive d'agro-chimie, a son siège implanté dans la tour CB21 ex : Gan avant sa restructuration. La tour a été renommée tour « Naterris », des scènes ont été tournées devant et à l’intérieur de la tour.
- 2008 : Comme les autres : Dans ce film, un avocat parisien n'hésite pas à franchir le périphérique pour louer un appartement situé dans l’immeuble Vision 80, avec une vue panoramique sur Cœur Défense.
- 2008 : La Personne aux deux personnes : tout au début du film, on peut voir Daniel Auteuil sur une passerelle près de la tour de la Société générale.
- 2009 : Coco : dans ce film, les deux tours de la Société générale (Chassagne et Alicante) sont relookés.
- 2010 : Coursier : quelques scènes ont été tournées dans Cœur Défense.
- 2010 : Tout ce qui brille : plusieurs séquences se déroulent sur le Parvis de la Défense et centre commercial Les Quatre Temps.
- 2010 : Le Mac : la scène dans les bureaux du début du film a été tournée dans la tour Cœur Défense.
- 2016 : L'Outsider : une grande partie du film est tournée dans les tours de la Société générale, ainsi que dans le quartier environnant.
- 2018 : Au poste ! : l'immeuble où le suspect habite (et qui apparaît dans les souvenirs qu'il raconte) est Vision 80, avec à proximité l’œuvre Dans les traces de nos pères
- 2021 : La Troisième Guerre : Japan Bridge vers cours Valmy
- 2023 : John Wick 4 : clip tourné dans les sous-sols du quartier
- 2024 : The Kitchen : clip tourné dans le quartier des Damiers
- 2025 : Chien 51 : Passerelle Japan Bridge
- 2025 : Le Système Victoria
- 2025 : L’Inconnu de la Grande Arche

### Clips musicaux à la Défense
- Phoenix - Consolation Prizes : des scènes ont été réalisées depuis le bas de la tour Séquoia et sur l'ancienne passerelle du Faubourg de l'Arche. Le chantier de la tour T1, y est visible.
- Les Rita Mitsouko - Ding Dang Dong : une caméra à bord d'une voiture filme le parcours du boulevard circulaire du bas vers le haut en accéléré.
- Foretaste - Discordance : dans ce clip, des scènes de la Défense en accéléré sont à noter. Les tours Total, EDF… y figurent. On y aperçoit même le tapis rouge qui avait été installé sur le Parvis à l'occasion de l'inauguration du Dôme et du UGC du centre Les Quatre Temps.
- Tonton David - Peuples du monde : ce clip a été tourné devant le bassin Agam.
- Sebasto - Fais la poule : une courte scène a été tournée au pied de la Grande Arche.
- Tokio Hotel - 1000 meere : dans le clip, on aperçoit (vers le milieu du clip) brièvement les façades des tours de la Défense comme EDF, Descartes, Total, Aurore…
- Lorie - Je vais vite : au début du clip les façades de la tour Société générale.
- Sash - Stay : ce clip a été entièrement tourné dans le quartier de la Défense, notamment sur les toits du centre commercial Les Quatre Temps, et en bas de la Grande Arche.
- Mala - Bande à part : Plusieurs scènes du clip ont été tournées à la Défense ; le rappeur Mala appartient au groupe 92Izi (département des Hauts-de-Seine), en rapport avec le groupe Def'Mafia.[réf. nécessaire]
- Gonzales - Working Together : ce clip a été tourné entièrement à la Défense, dans la tour EDF. En arrière-plan sont visibles les tours Cœur Défense, Ariane, Exaltis, Areva[67],
- Indochine - Un été français : Le groupe joue sur le toit de la Grande Arche.
- Mcfly et Carlito - Je me souviens : Le clip est en partie tourné dans le Japan Bridge et aux abords de la Grande Arche, où l'on peut notamment apercevoir l'œuvre de Benedetto Bufalino, La voiture sur le lampadaire.
- Niki Demiller - L'Aventure : le clip est tourné sur la dalle près de la Grande Arche, et est tiré d'un concept-album sur le monde du tertiaire où le quartier de la Défense est très présent.
- La Chanson du dimanche - Comme un lundi : le clip est tourné sur la dalle près de la Grande Arche, titre satirique sur le monde des affaires.
- Léa Castel - Amour à la haine : clip tourné dans le quartier des Damiers

## Offre hôtelière
- Hôtel Nest Paris la Défense, 5 étoiles, 151 chambres et suites.
- Fraser Suites Harmonie, 4 étoiles, 134 suites (de 38 à 70 m2)
- Hôtel Pullman Paris la Défense, 5 étoiles, 384 chambres et suites.
- Hôtel Renaissance, 4 étoiles, 327 chambres et suites.
- Hôtel Hilton Paris la Défense, 4 étoiles, 148 chambres et suites.
- Mama Shelter, 211 chambres.
- Hôtel Novotel Paris la Défense, 4 étoiles, 280 chambres.
- Hôtel Mercure Paris la Défense 5, 4 étoiles, 507 chambres.
- Hôtel Mercure Paris la Défense Grande Arche, 4 étoiles, 160 chambres.
- Hôtel Tribe, 4 étoiles.
- Les Citadines Paris la Défense, hôtel-résidence 3 étoiles, 234 chambres ou appartements.
- Adagio la Défense le Parc, hôtel-résidence 3 étoiles, 166 chambres ou appartements.
- Adagio la Défense Esplanade, hôtel-résidence 3 étoiles, 96 chambres ou appartements.
- Adagio la Défense Kleber, hôtel-résidence 3 étoiles, 140 chambres ou appartements.
- Adagio Access Léonard de Vinci, 119 chambres ou appartements.
- Adagio La Défense Courbevoie, 99 chambres ou appartements.
- Hôtel Ibis Paris la Défense Centre, 3 étoiles, 286 chambres.
- Hôtel Ibis Paris la Défense Courbevoie, 3 étoiles, 129 chambres.
- Hôtel Ibis Budget Courbevoie Paris la Défense 1, 2 étoiles, 161 chambres.
- Hôtel Ibis Nanterre la Défense, 3 étoiles, 126 chambres
- Hôtel Mélia, 4 étoiles, 340 chambres et suites.
- Okko hôtel, 4 étoiles, 184 chambres

## Galerie

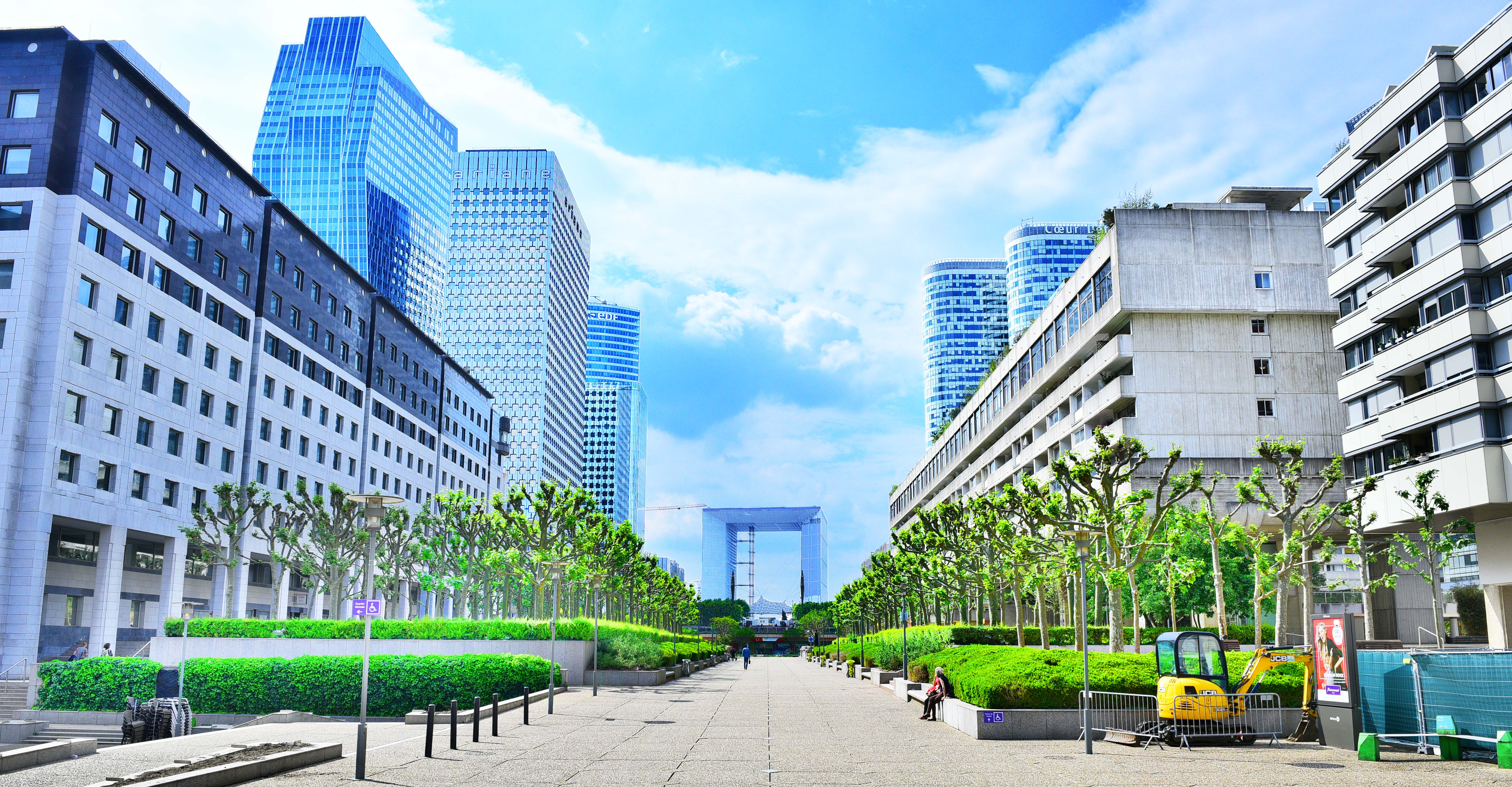
L'esplanade de La Défense.
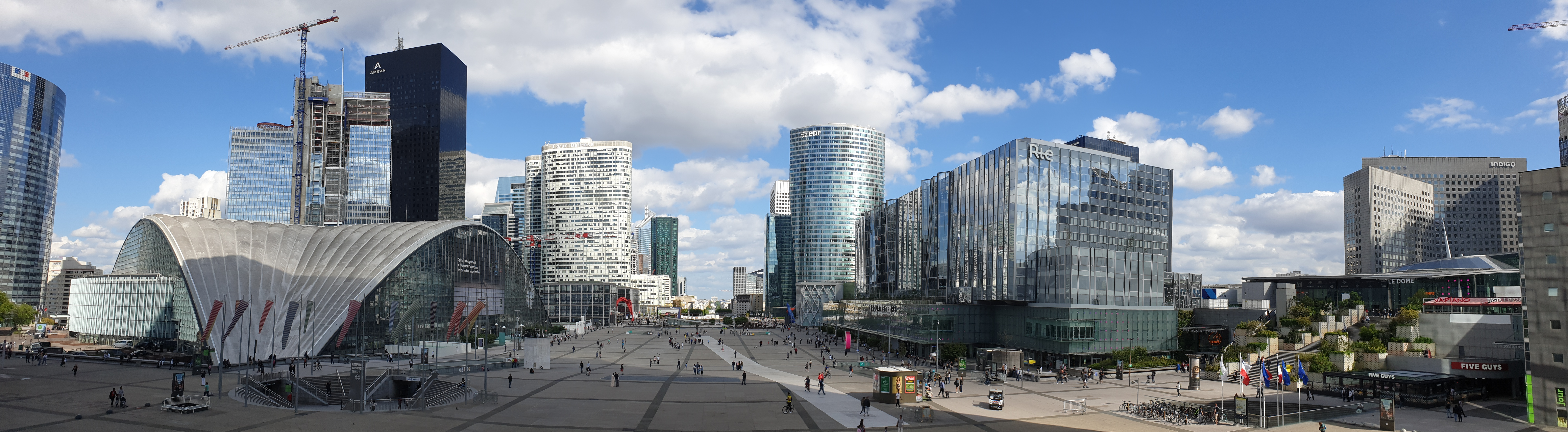
Le parvis de La Défense.
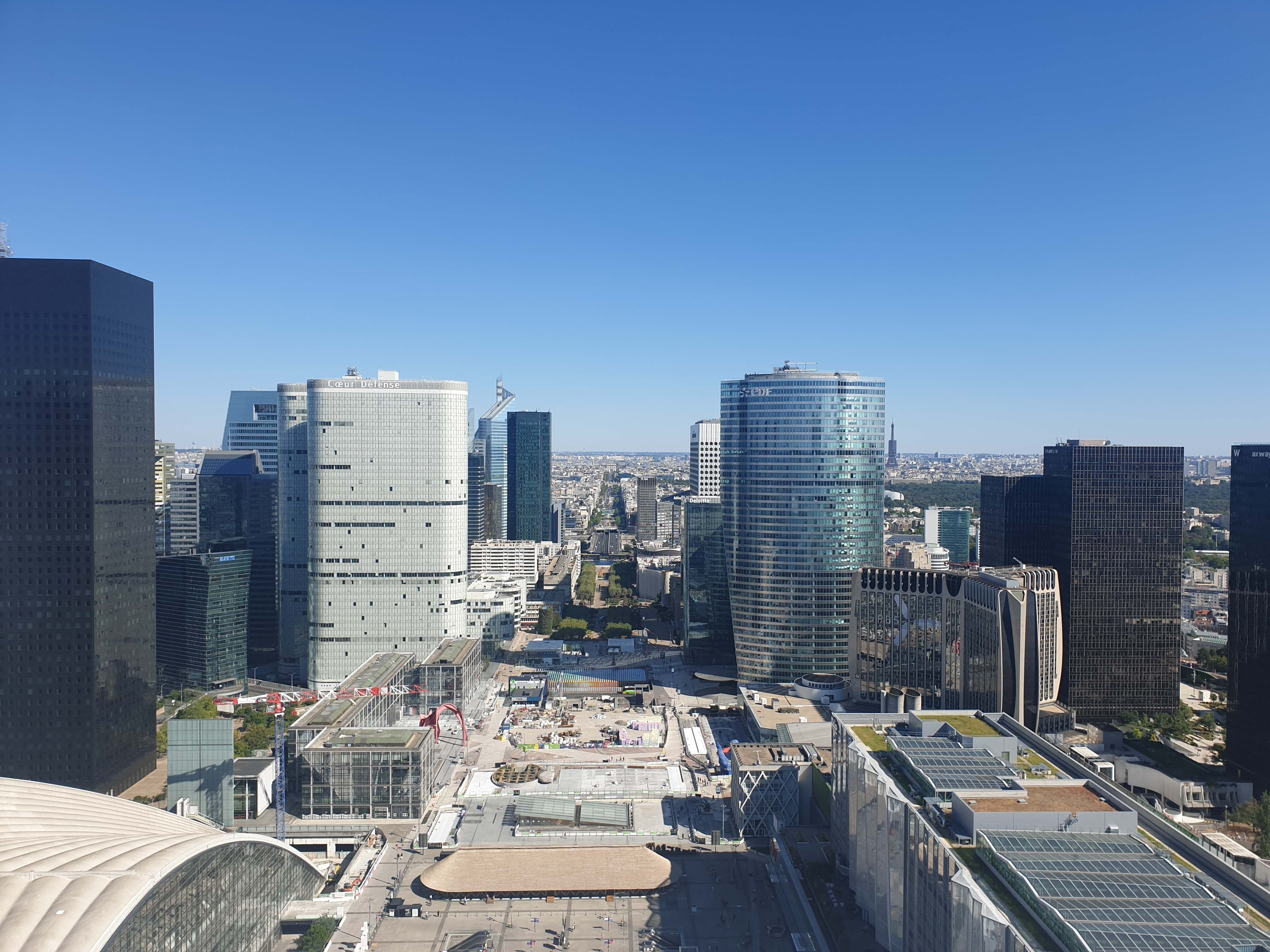
La Défense vue depuis le toit de la Grande Arche.
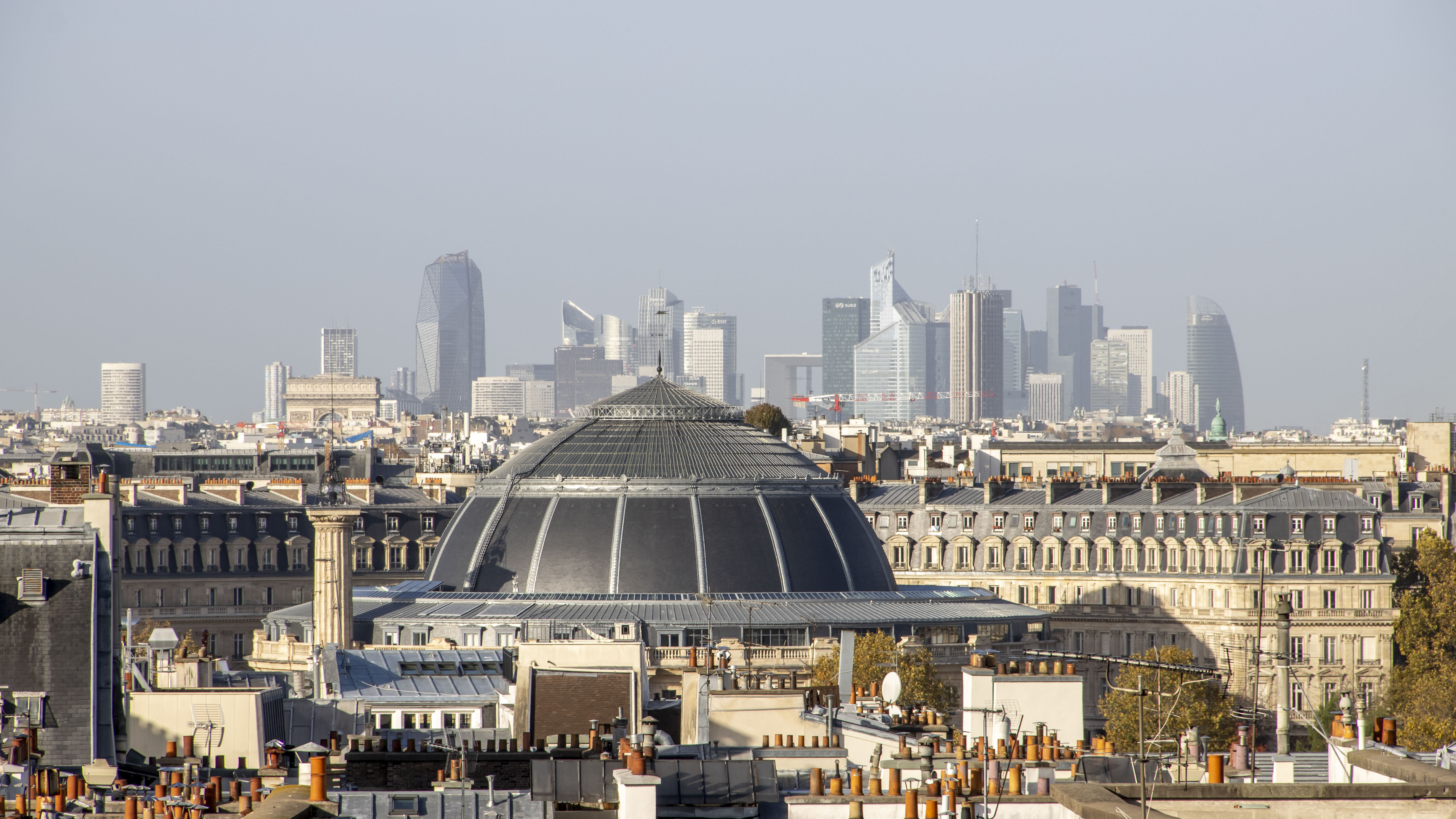
La Défense vue depuis le centre Pompidou.
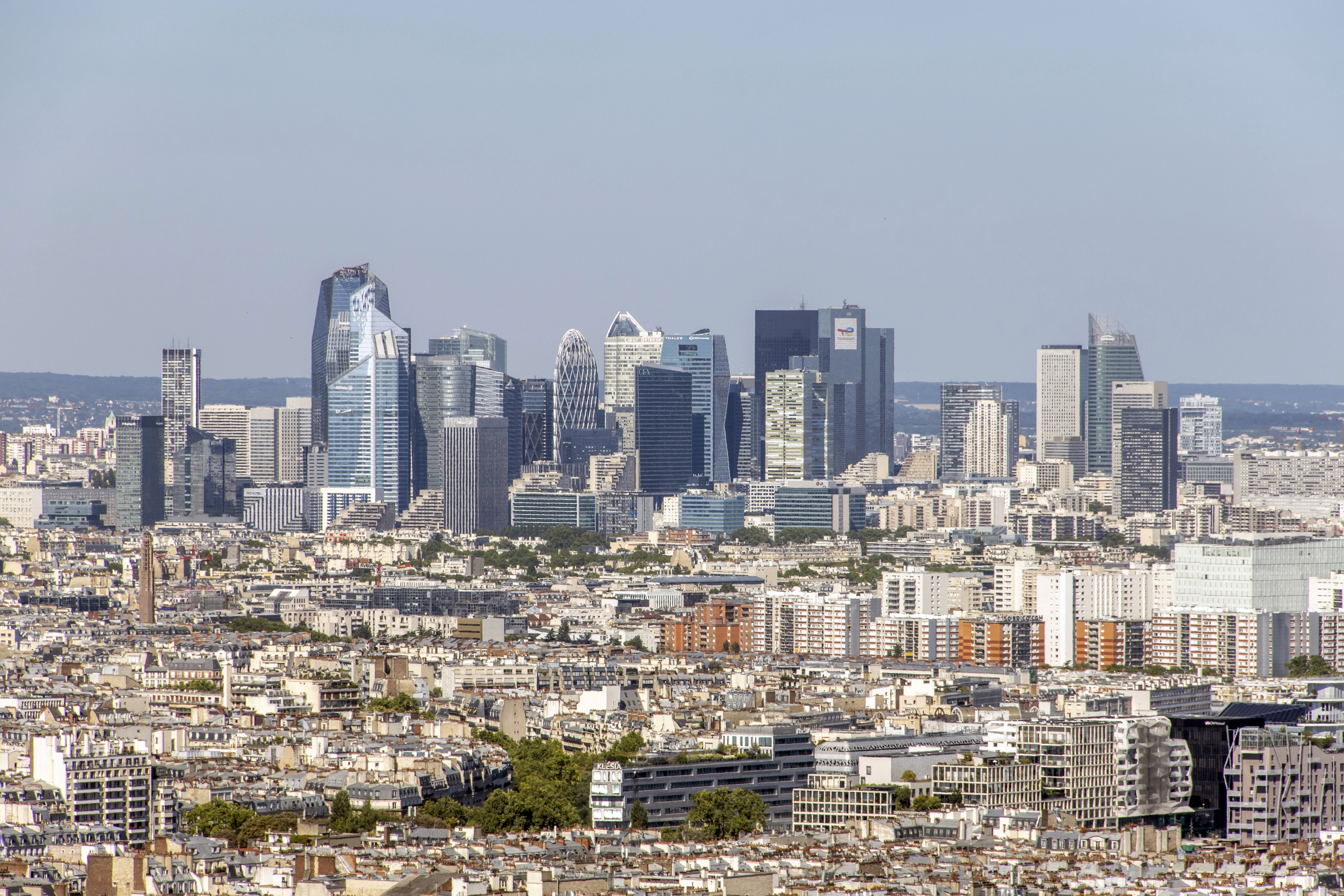
La Défense vue depuis le dôme du Sacré-Cœur.
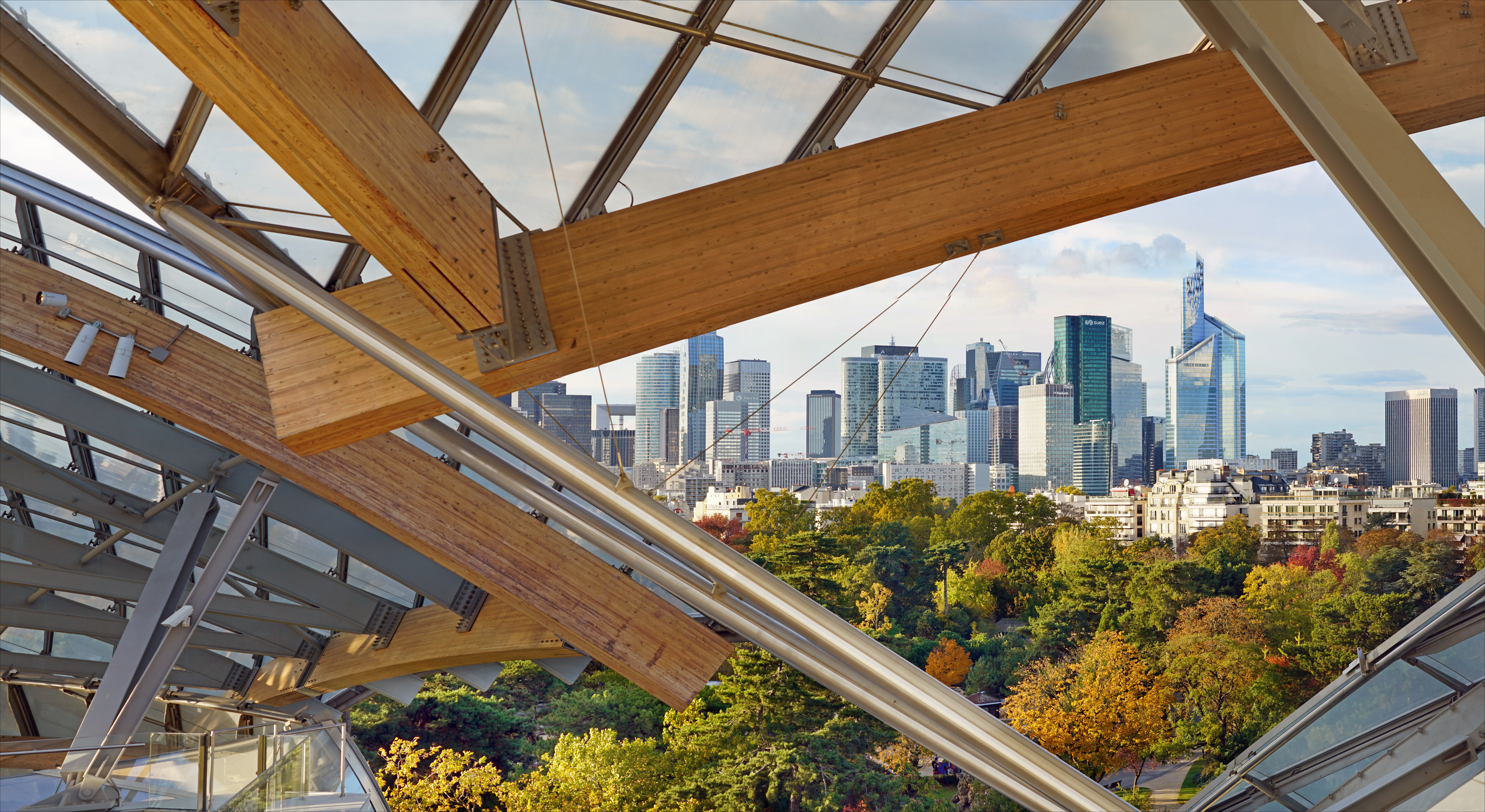
La Défense vue depuis la Fondation Louis-Vuitton.
La Défense vue depuis la tour Eiffel en 2020.
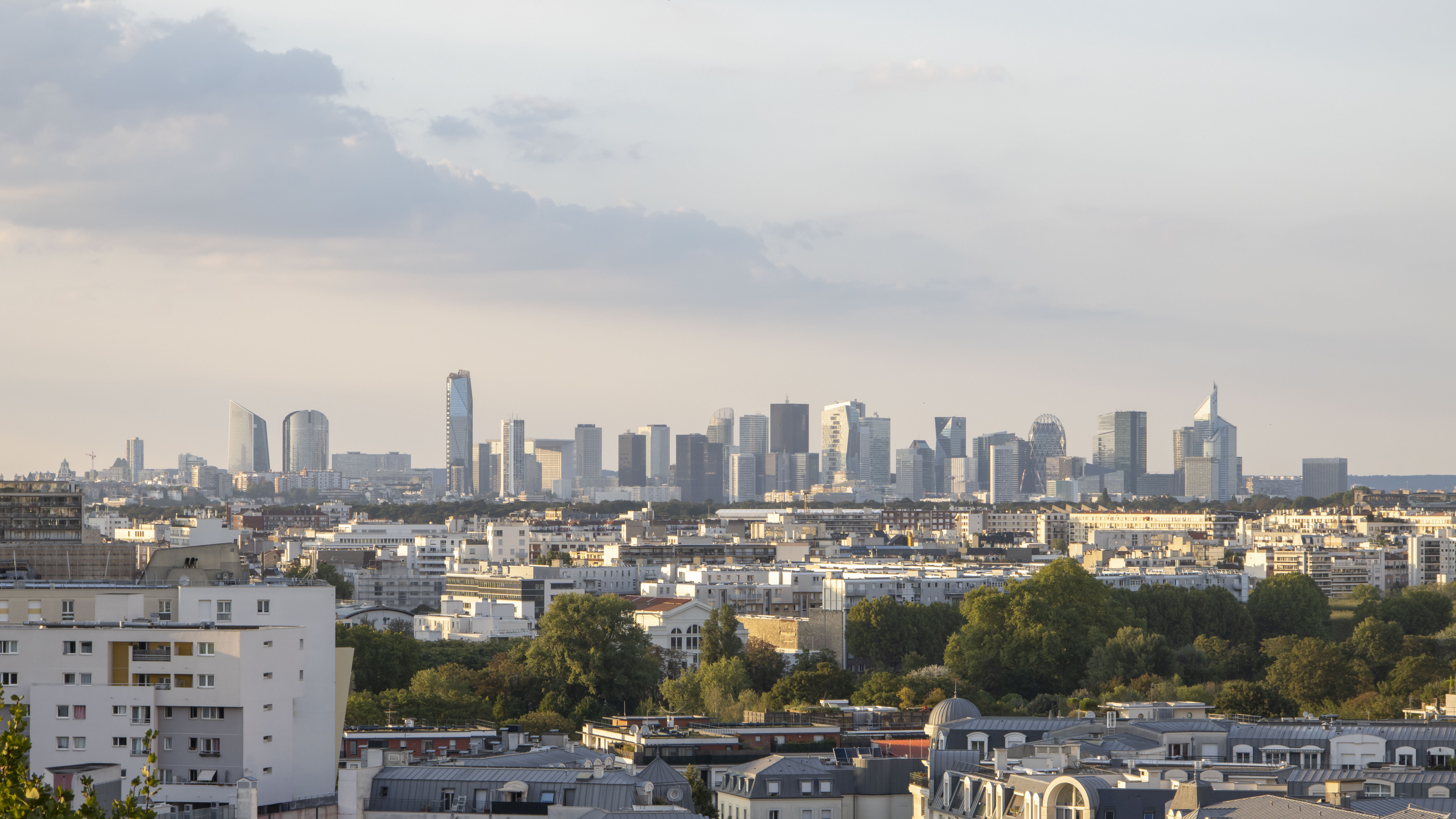
La Défense vue depuis Issy-les-Moulineaux.
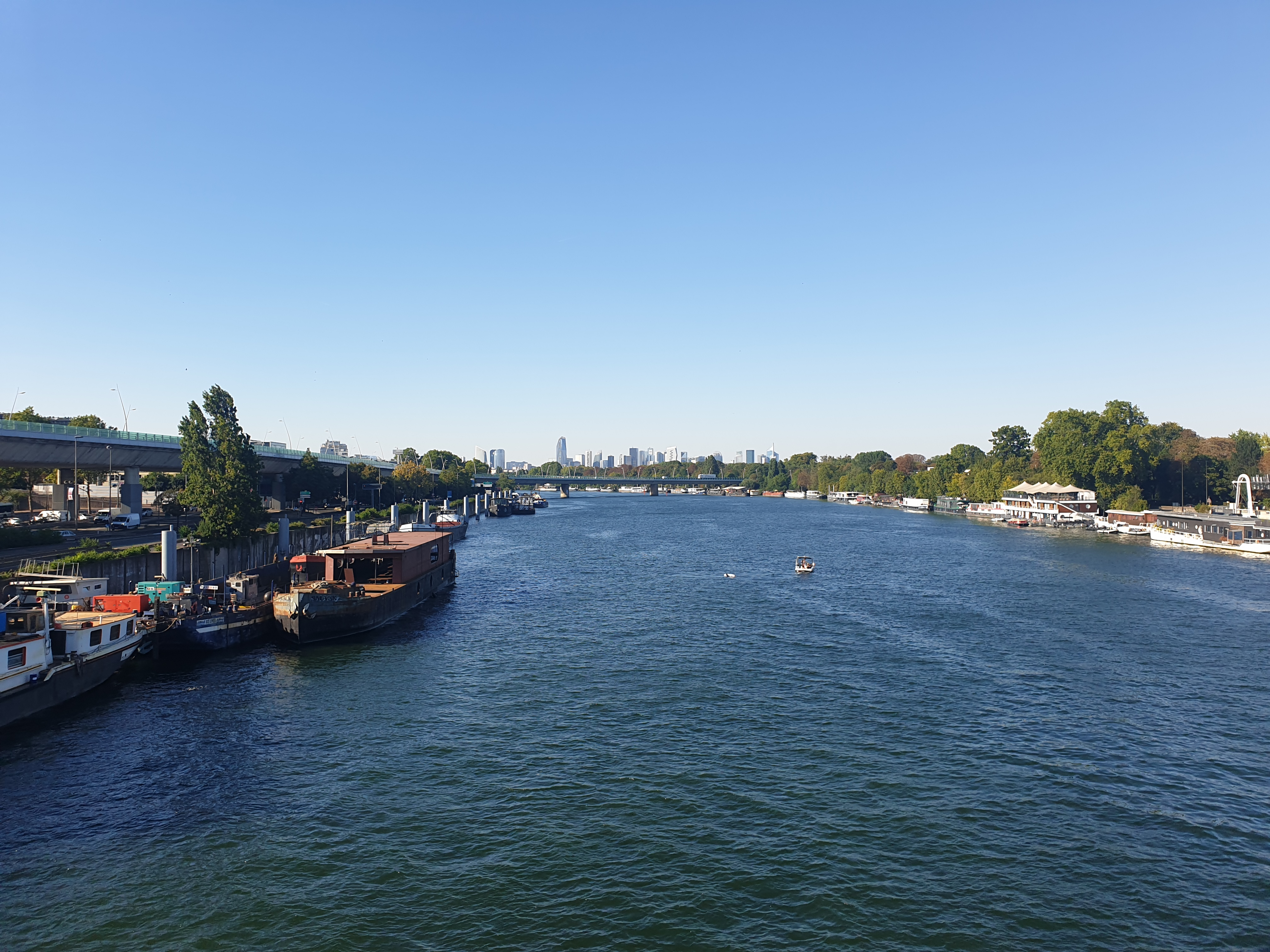
La Défense depuis le pont de Saint-Cloud en 2022.
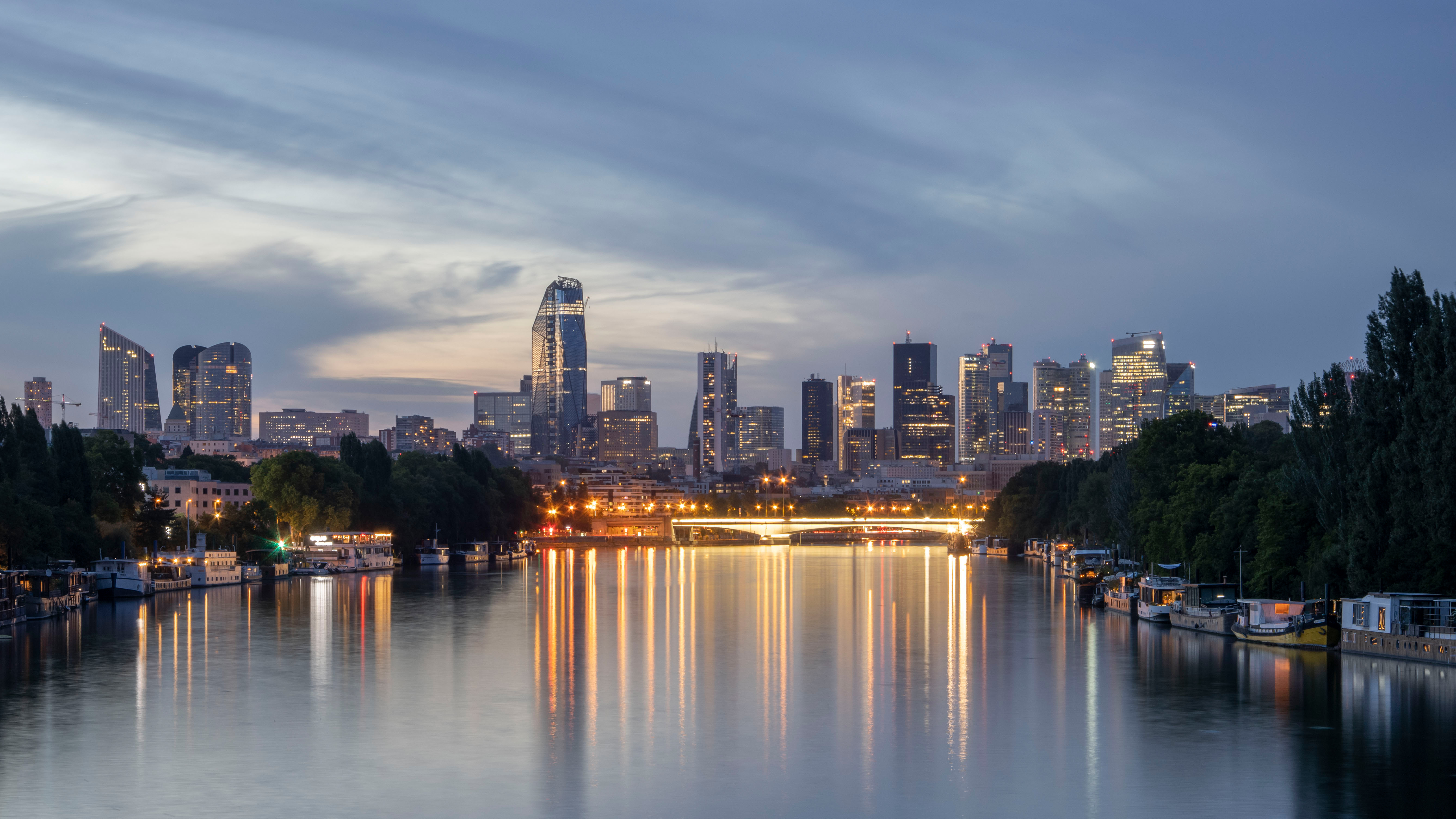
La Défense vue depuis la passerelle de l'Avre.
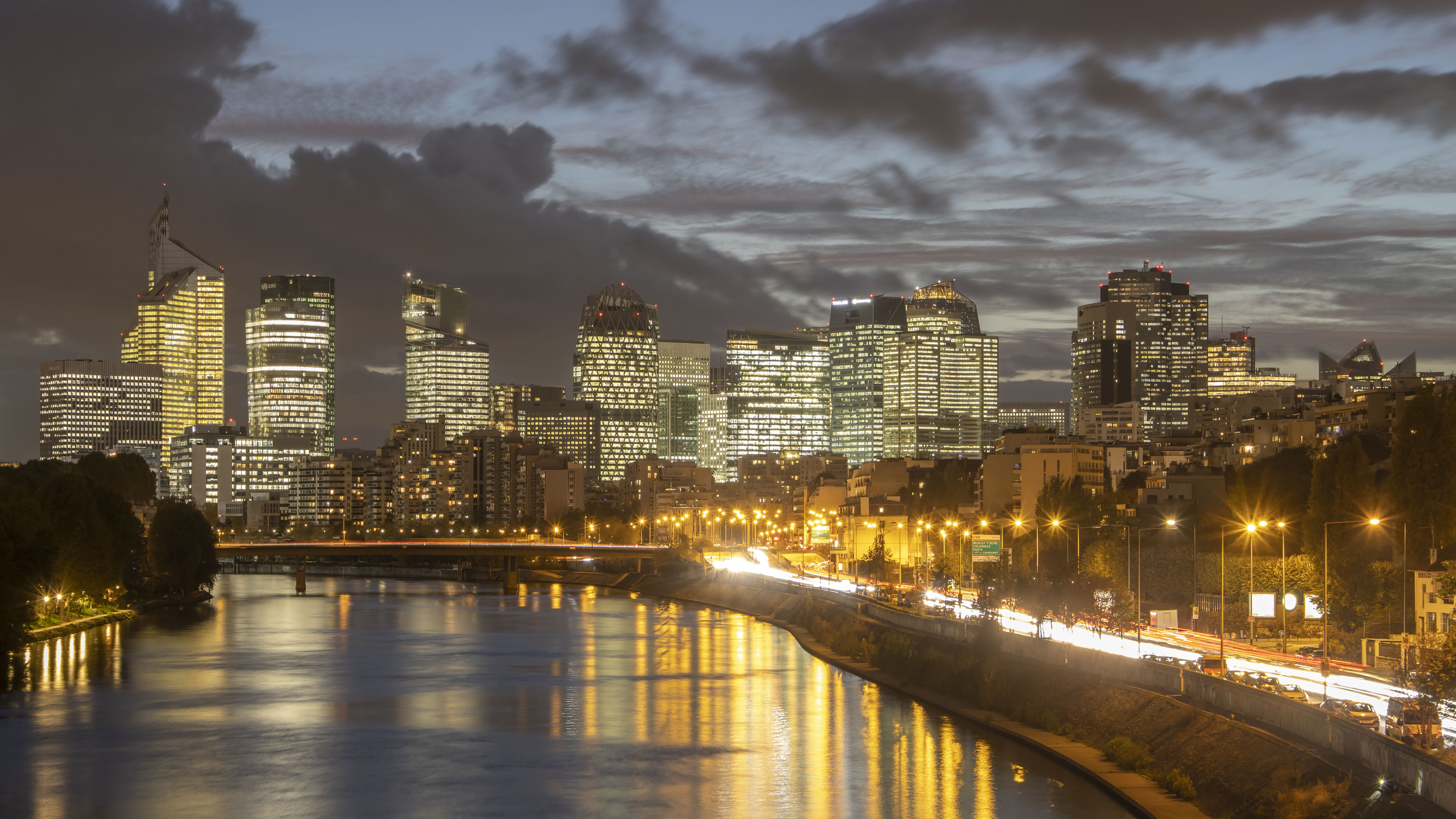
La Défense vue depuis le pont de Levallois.
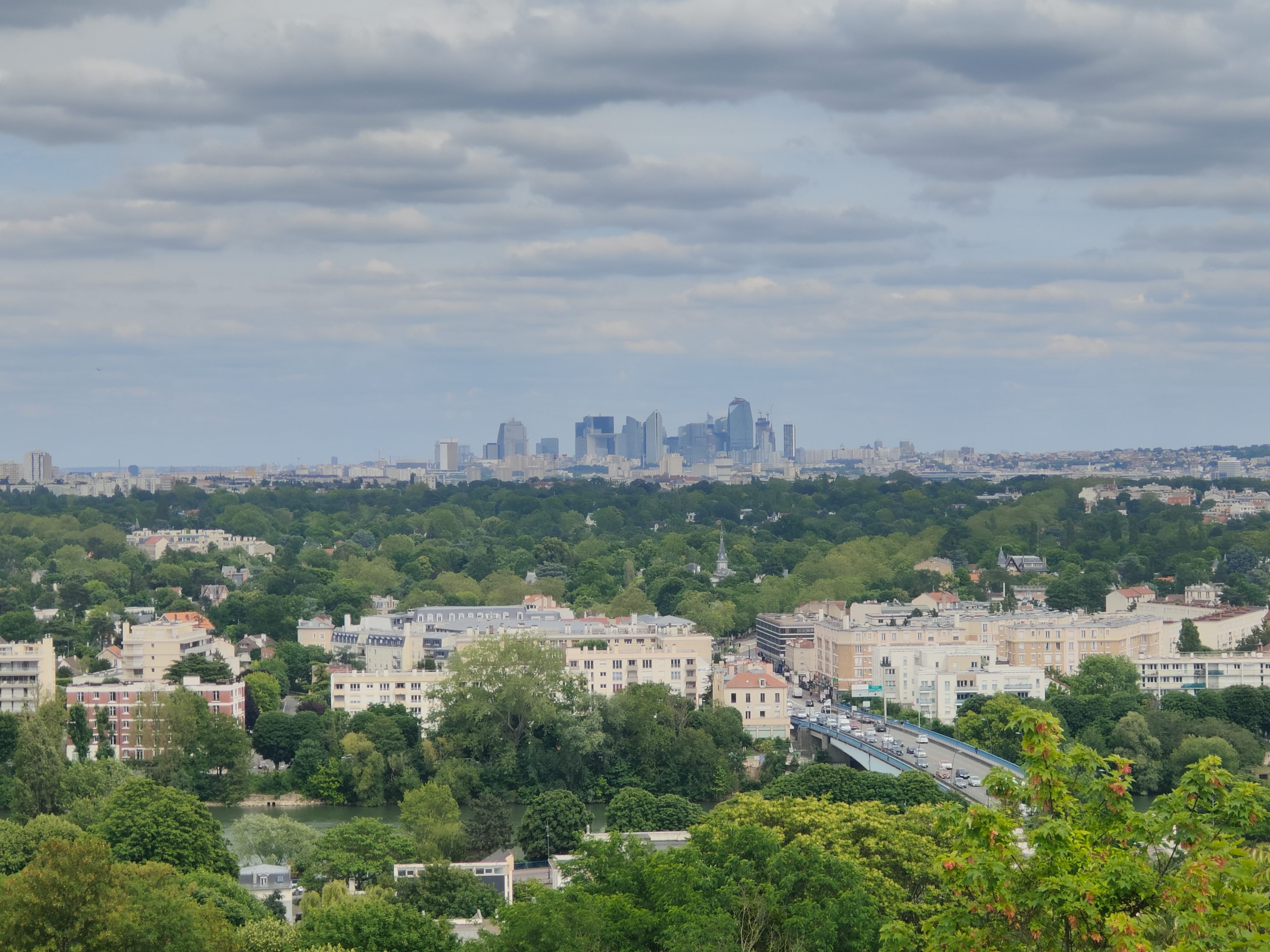
La Défense vue depuis Saint-Germain-en-Laye en 2024.
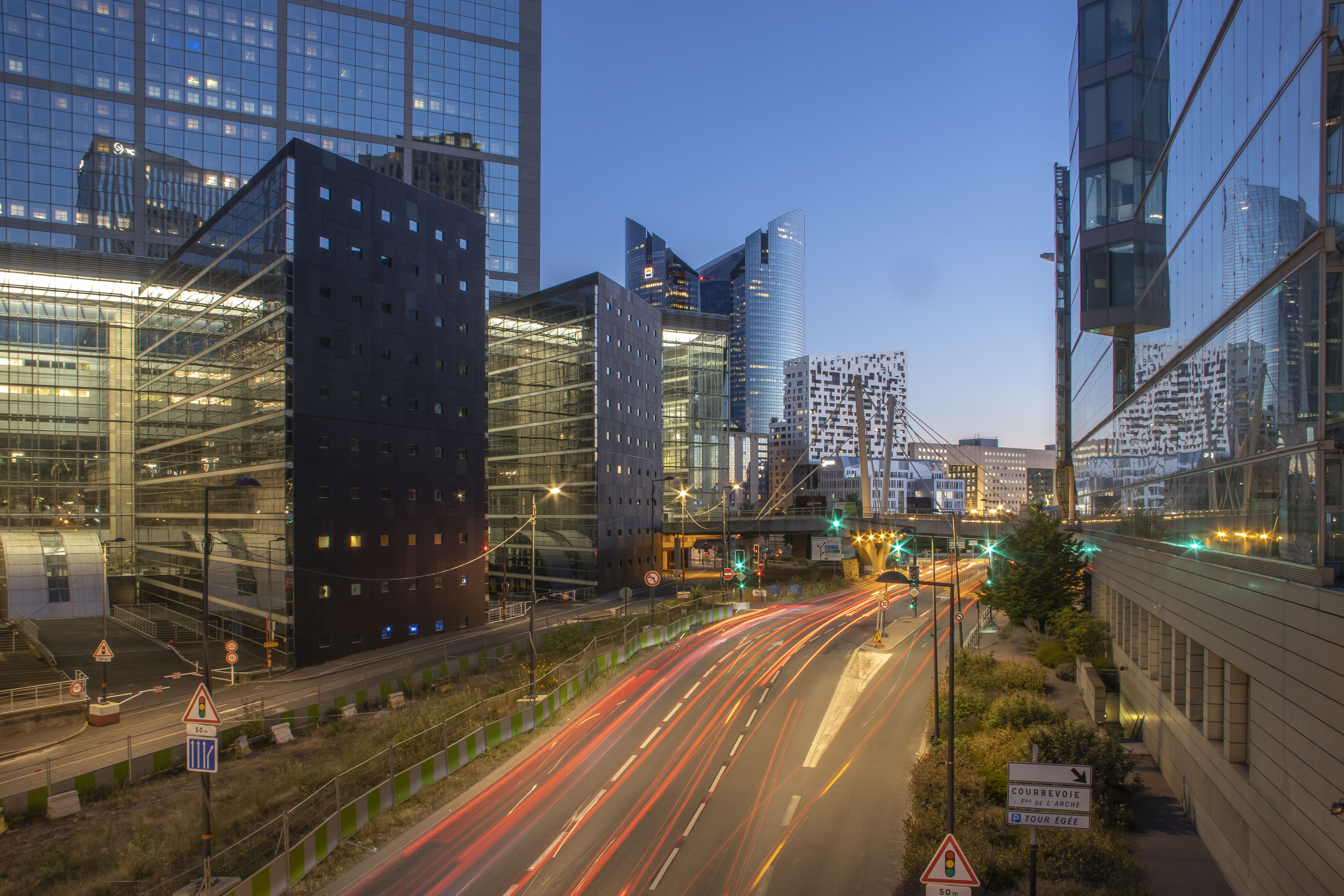
Le boulevard circulaire vu depuis la place Gravet.

## Quartiers similaires dans d'autres villes
En Europe :
- Canary Wharf et La City, Londres
- Bankenviertel, Francfort
- Moskva-City, Moscou
- Maslak et Levent, Istanbul
- Quartier Nord, Bruxelles
- Kirchberg, Luxembourg

En Afrique :
- Le Plateau, Abidjan
- Bab Ezzouar, Alger

En Amérique :
- Midtown Manhattan, New York
- The Loop, Chicago
- Financial District, San Francisco
- Downtown, Seattle
- Ville-Marie, Montréal
- Santa Fe, Mexico

En Asie :
- Lujiazui, Shanghai
- Nishi Shinjuku, Tokyo
- Marina Bay Financial Centre, Singapour
- International Finance Center, Séoul

En Océanie :
- Sydney central business district, Sydney
- Melbourne central business district, Melbourne

## Pour approfondir

#### Au sujet du quartier
- Grande Arche
- Axe historique de Paris
- Centre des nouvelles industries et technologies (plus connu sous son acronyme, CNIT)
- Cité de l'histoire
- Liste des bâtiments de la Défense
- Notre-Dame de Pentecôte, maison d'Église à la Défense
- Boulevard circulaire de la Défense
- Liste des œuvres d'art de la Défense
- Musée de l'Informatique

#### Autres
- Quartier d'affaires
- Liste de quartiers d'affaires